# Rohrbach in Oberösterreich
Rohrbach in Oberösterreich war eine Stadtgemeinde im Oberen Mühlviertel und Verwaltungssitz des Bezirks Rohrbach. Am 1. Mai 2015 wurde Rohrbach mit der Nachbargemeinde Berg bei Rohrbach zur Stadtgemeinde Rohrbach-Berg zusammengelegt, nachdem eine am 19. Oktober 2014 in beiden Gemeinden abgehaltene Volksbefragung ein positives Ergebnis erbracht hatte.
- Alle Angaben beziehen sich auf die Stadtgemeinde, wie sie bis 30. April 2015 bestand!

Mit einer Fläche von 6,42 km² und mit 2552 Einwohnern (Stand 1. Jänner 2015) war Rohrbach bis zur Fusion mit Berg bei Rohrbach flächenmäßig die kleinste und bezogen auf die Einwohneranzahl die fünftgrößte Gemeinde des Bezirks.
Rohrbach wurde um 1200 an der Kreuzung mittelalterlicher Handelswege gegründet und diente als Raststätte vor der Überquerung des Böhmerwalds. Dies brachte den Bürgern Wohlstand und die Verleihung von Marktrechten, die 1320 erstmals urkundlich erwähnt wurden. Bedeutung als Verwaltungszentrum erlangte Rohrbach ab 1749 als Sitz des Kreisamtes und ab 1849 als Standort von Bezirkshauptmannschaft und Bezirksgericht.
Ab den 1960er Jahren erfolgte der auf den ganzen Bezirk Rohrbach ausgerichtete Ausbau der Infrastruktur und 1986 wurde der Markt von der Oberösterreichischen Landesregierung zur einzigen Stadt des Bezirks erhoben.

## Geografie

### Lage
Die Stadt Rohrbach liegt 45 Kilometer nordwestlich der Landeshauptstadt Linz, 10 km südlich der Staatsgrenze zu Tschechien und 21 km östlich der Staatsgrenze zu Deutschland im Oberen Mühlviertel. Die leicht zugängliche Lage an alten Verkehrswegen auf einem flachen Ausläufer des Zwischenmühlrückens begünstigte die Entwicklung zum zentralen Verwaltungsort der Region.
Das Gemeindegebiet bedeckte eine Fläche von 6,42 km². Die größte Ausdehnung betrug in Ost-West-Richtung 2,8 km und in Nord-Süd-Richtung 4,8 km.
Die höchste Erhebung befindet sich südlich der Ortschaft Autengrub nahe der Gemeindegrenze zu Sarleinsbach mit rund 685 m ü. A. und der tiefste Punkt in der Nähe des Froschbachs an der Gemeindegrenze zu Berg auf 542 m ü. A.

### Geologie und Gewässer

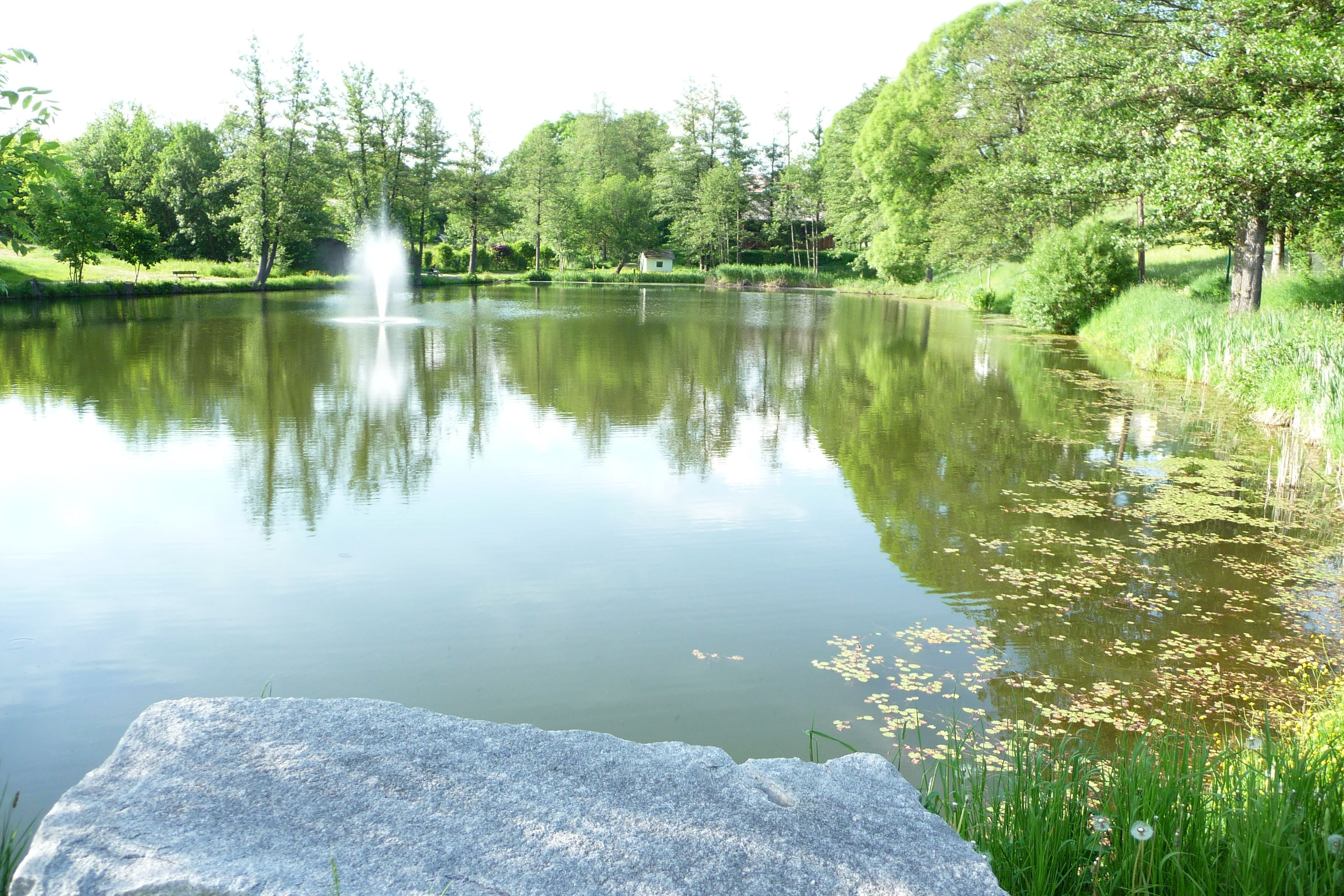
Der Pöschlteich

Das Gemeindegebiet von Rohrbach gehört zum Granit- und Gneisplateau, dem österreichischen Anteil der Böhmischen Masse und aus geologischer und geomorphologischer Sicht sowie unter Aspekten der Raumnutzung zur oberösterreichischen Raumeinheit Zentralmühlviertler Hochland. Die Gegend um Rohrbach ist eine plateauartige Rumpflandschaft, die westlich der Stadt in ein Waldkuppen-Hügelland übergeht. Der Untergrund besteht vor allem aus Schlierengranit und Perlgneis. Ein größeres Dioriteinsprengsel findet sich bei Götzendorf nahe der Gemeindegrenze zu Sarleinsbach und Oepping.
Der Pöschlteich an der ehemaligen Gemeindegrenze zu Berg ist das größte stehende Gewässer in Rohrbach und einer der ältesten Fischteiche der Region. Das Gebiet wird von mehreren Bächen durchflossen, beispielsweise vom Lanzerstorferbach und vom Froschbach.

### Ehemalige Stadtgliederung und Flächennutzung

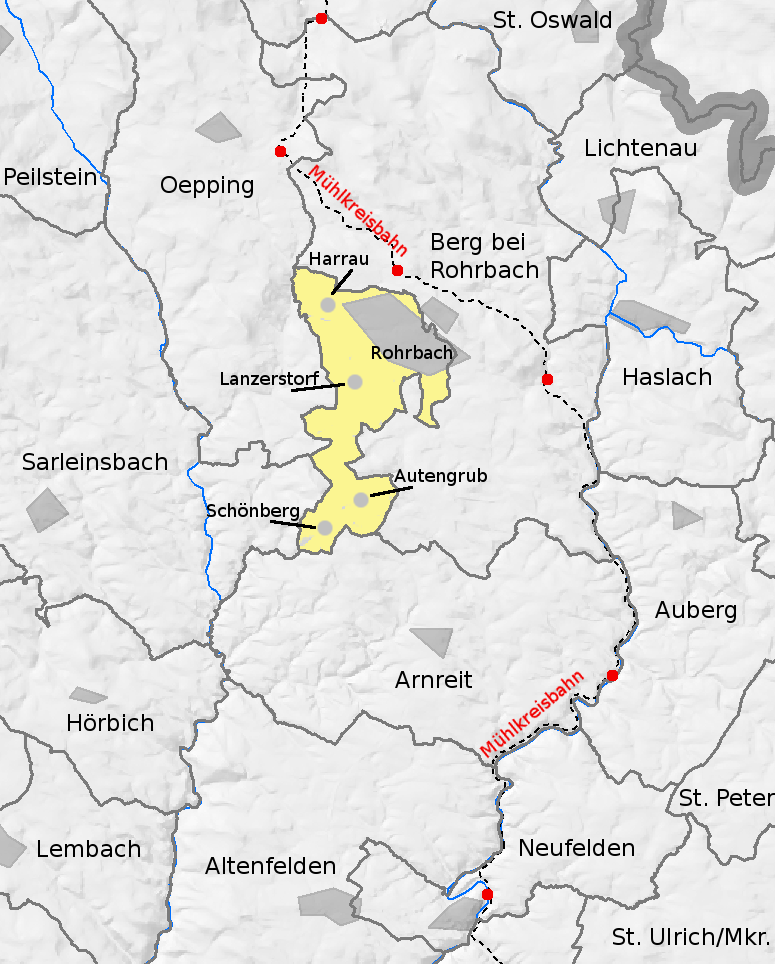
Ehemalige Stadtgliederung mit Nachbargemeinden

Der ehemalige Markt Rohrbach ist jeweils mit denselben Grenzen seit 1784 Katastralgemeinde und seit 1986 Stadtgemeinde mit den Ortsteilen Autengrub (24), Harrau (37), Lanzerstorf (152), Rohrbach (2108) und Schönberg (29), (Einwohnerzahlen von 2001 in Klammern).
Der größte Anteil der Fläche wird von landwirtschaftlichen Nutzflächen eingenommen, die mehr als 70,8 % umfassen (Oberösterreich 49,3 %), 13,8 % der Fläche sind bewaldet.

### Nachbargemeinden bis 30. April 2015
Die Stadtgemeinde Rohrbach war von den Gemeinden Arnreit, Berg, Oepping und Sarleinsbach umgeben, die alle zum Bezirk Rohrbach gehören.
Eine Gemeindefusion mit Berg zu „Rohrbach-Berg“ war fix, nachdem am 19. Oktober 2014 eine Volksbefragung in beiden Gemeinden ein positives Ergebnis erbracht hat. In Rohrbach stimmten (bei einer Wahlbeteiligung von ca. 60 %) 89,9 % für den Zusammenschluss. In Berg stimmten (bei einer Wahlbeteiligung von ca. 77 %) 58 % für den Zusammenschluss.

### Klima
Die nächstgelegenen staatlichen Klimastationen befinden sich in Kollerschlag (725 m ü. A.), Reichenau (685 m ü. A.) und Aschach (282 m ü. A.).
Die Temperatur schwankt in Rohrbach während eines Jahres zwischen einem Minimum von −27,7 °C und einem Maximum von 36,3 °C. Bereits im September ist leichter Morgenfrost möglich. Rohrbach weist keine Inversionswetterlagen auf und hat durchschnittlich 121,4 Frosttage, 40 Eistage, 29,3 Sommertage und 2,9 Tage über 30 °C = heißer Tag. Die durchschnittliche jährliche Niederschlagsmenge liegt bei rund 760 mm. Die durchschnittliche Schneehöhe beträgt 48 cm bei einem Maximum von 70 cm. Die Dauer der Schneedecke bewegt sich zwischen 4 und 107 Tagen.
Rohrbach ist seit 1999 Klimabündnis-Partnergemeinde und verweist auf eigene Aktivitäten zur kontinuierlichen Verminderung der Treibhausgas-Emissionen, beispielsweise in den Bereichen Energie, Verkehr und Landwirtschaft.

## Geschichte

### Namensentwicklung
Der Name Rohrbach deutet etymologisch auf eine ehemals sumpfige Umgebung hin, die zur Errichtung der Siedlung trockengelegt wurde. Der Rohrbach führte vom heutigen Pöschlteich durch mit Rohrkolben bewachsenes Sumpfgelände zum Fischbach. Diese Rohrkolben finden sich auch im Wappen der Stadt. Der Ortsname war um 1200 Rorebach, im 13. Jahrhundert Rohrebach, Rorpach oder Rarbach, 1413 wurde der Ort als Rorbach und 1562 als Rorwach bezeichnet. Erst viel später wurden die Rohre im Boden verlegt, durch die der Bach heute fließt.
In der Mühlviertler Mundart lautet der Ortsname Reowá. Die erste Silbe des Namens Reo fußt auf dem bairischen Wort Reo oder Rea, das es im Allgemeinen in dieser Form heute nicht mehr gibt. Die zweite Silbe wurde von -bach zu -wa abgeschwächt.

### Mittelalter

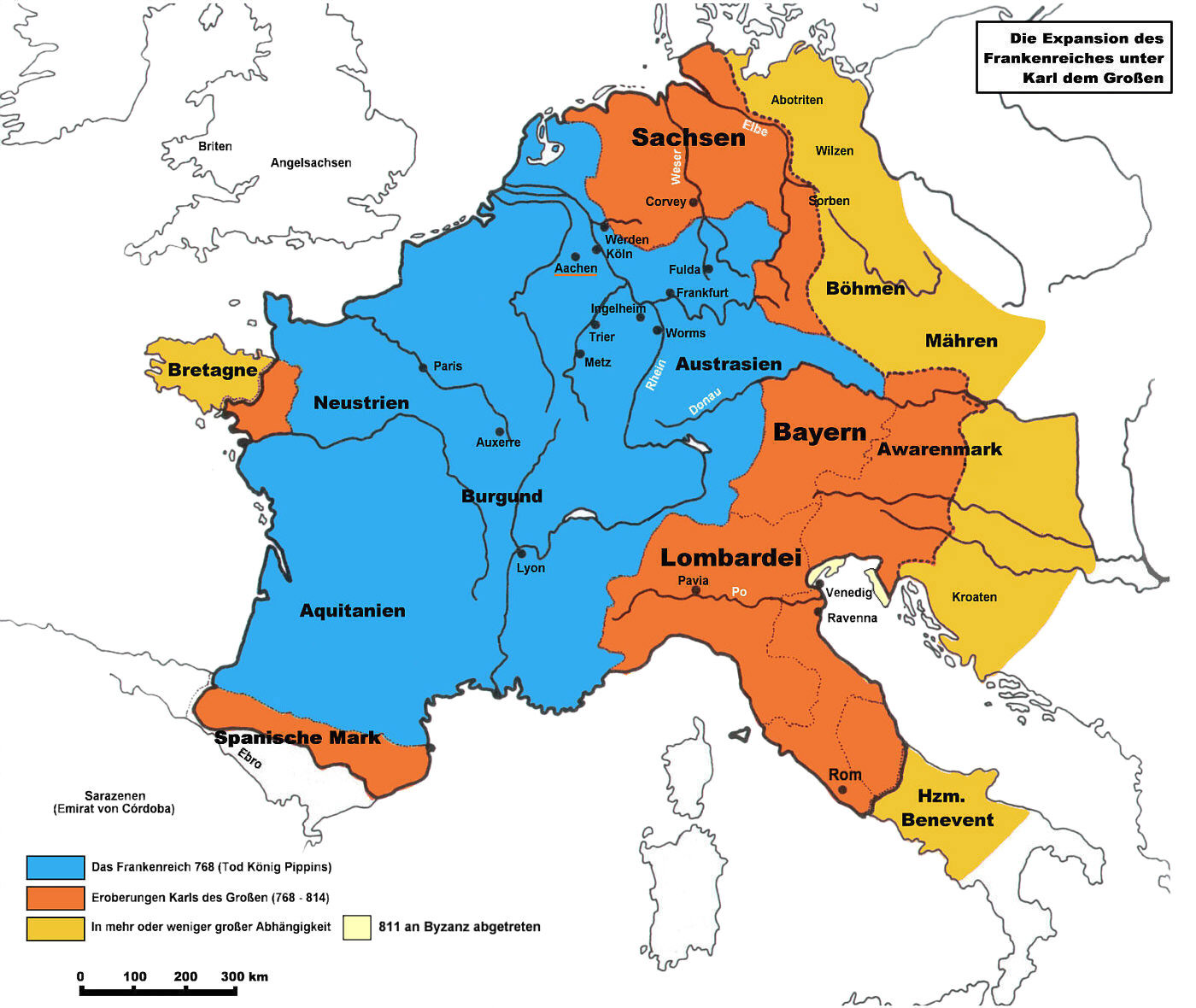
Bayern unter Karl dem Großen

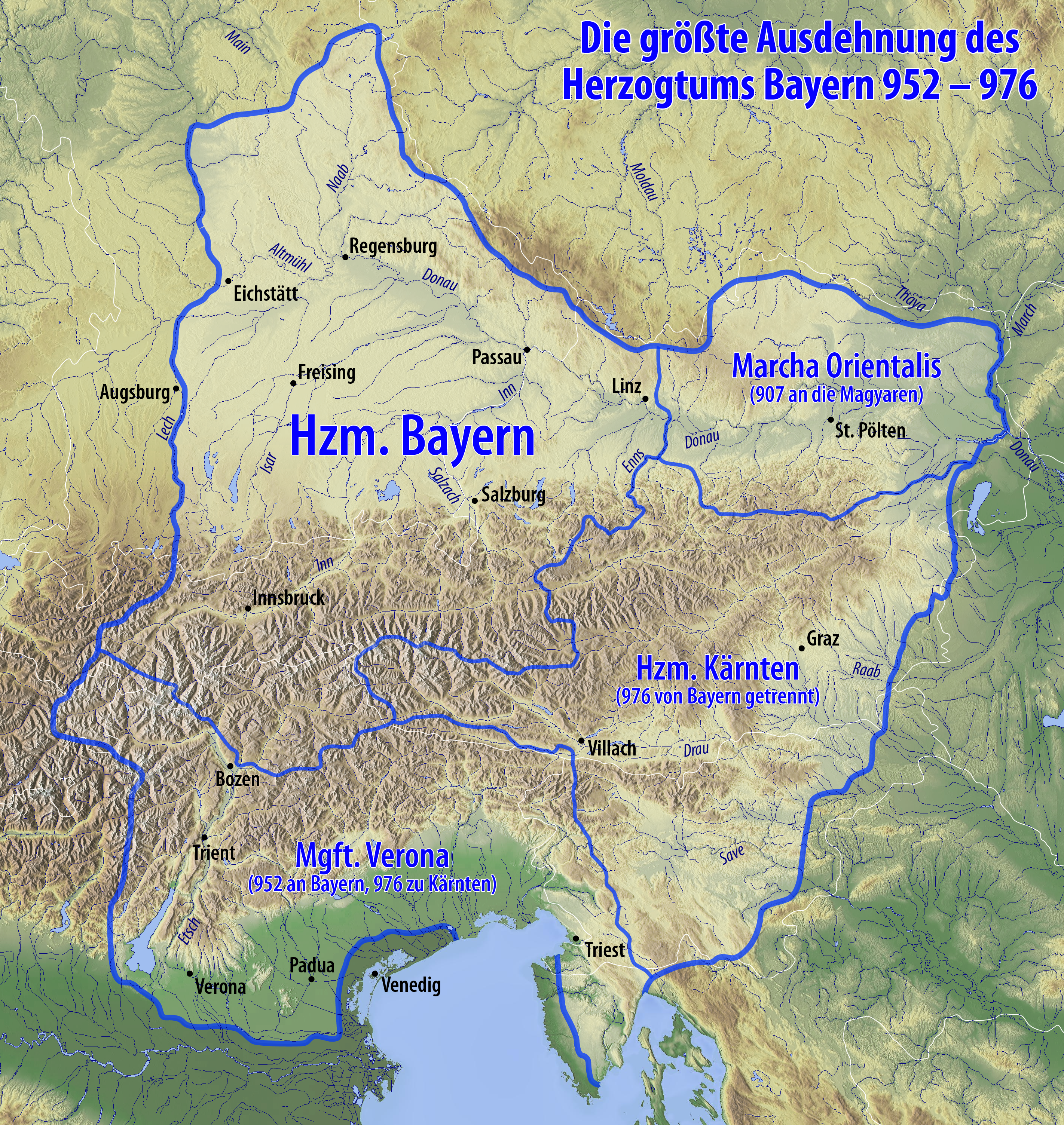
Herzogtum Baiern im 10. Jahrhundert

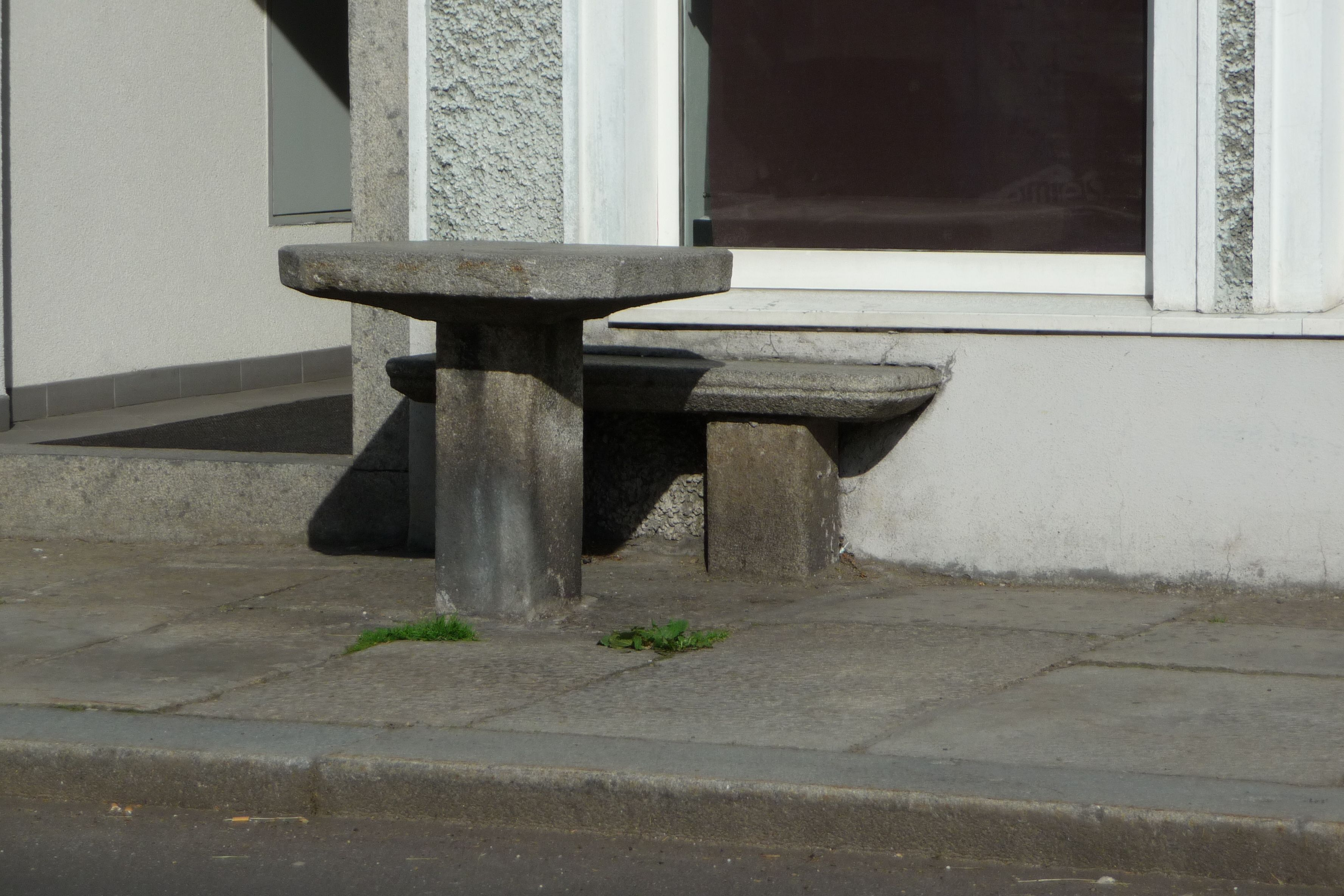
Ein Steintisch, damit wurde im Mittelalter die Echtheit der Münzen geprüft.

Das westlich der Großen Mühl liegende heutige Gemeindegebiet von Rohrbach gehörte zu Beginn des Mittelalters zum Herzogtum Baiern, das ab 788 zur Provinz des Fränkischen Reiches unter Karl dem Großen wurde. Das heutige Stadtgebiet wurde im 11. Jahrhundert besiedelt, da sich hier die Salzstraßen Goldener Steig und Via Regia kreuzten, auf denen Salz aus Hallein über Passau beziehungsweise aus dem Salzkammergut über Linz nach Böhmen transportiert wurde. Weitere Handelswege führten von den damaligen Donauhäfen Obermühl in der heutigen Gemeinde Kirchberg ob der Donau, Landshaag in der Gemeinde Feldkirchen an der Donau und Niederranna in der Gemeinde Hofkirchen im Mühlkreis über Rohrbach ebenfalls nach Böhmen. So entstanden erste Rast- und Verpflegungsstätten für die Säumer und Fuhrleute. Der Weg von Obermühl über Rohrbach war damals die kürzeste Verbindung zwischen Donau und Moldau in dieser Gegend.
Zu Beginn des 13. Jahrhunderts erfolgte eine planmäßige Anlage des Ortes durch 44 Urbürger, womit sich der Rastplatz zu einem Marktort entwickeln konnte. Diese Gründung des Ortes dürfte ein Werk der Falkensteiner von der Burg Falkenstein gewesen sein, die einen Stützpunkt südlich des Böhmerwaldes benötigten. Genauere Angaben zur Ortsentstehung sind verloren gegangen.
Rohrbach befand sich im Einflussbereich des Bistums Passau, wobei der religiöse Mittelpunkt des Seelsorgsraums in Pfarrkirchen im Mühlkreis lag.
1303 wurde Rohrbach eine eigene Passauer Pfarre, die jedoch wenige Jahre später, 1319, dem als Rodungskloster 1207 und 1218 gestifteten Prämonstratenser Chorherren Stift Schlägl zugeschlagen wurde. Während des Entstehungszeitraums Österreichs ab dem 10. Jahrhundert zählte das Gebiet westlich der Großen Mühl noch nicht zum Bereich der Babenberger.
Erst ab dem 14. Jahrhundert gelang den österreichischen Landesherren die Ausdehnung ihres Herrschaftsgebietes auf diese Region.
Zwar war das Gebiet österreichisches Hoheitsgebiet, jedoch gleichzeitig passauisches Reichslehen und Teil des Reichsfürstentums Bistum Passau. Dies hatte zur Folge, dass die Gerichtsbarkeit im Landgericht Velden in diesem Bereich von einem passauischer Landrichter ausgeübt wurde. Die Situation wurde erst 1765 durch einen Vertrag zwischen Maria Theresia und dem Fürstbistum bereinigt und die Ausdehnung des heutigen Oberen Mühlviertels festgelegt.
1320 wurde Rohrbach erstmals als Markt bezeichnet und 1373 ein Schulmeister beurkundet. Die Urkunde über die ursprüngliche Verleihung von Marktprivilegien ist in den Hussitenkriegen 1427 verbrannt. Die Hussiten zerstörten damals den ganzen Ort samt Pfarrkirche. Erst 1459 erneuerte Herzog Albrecht die Marktrechte, die zwei Jahrmärkte und einen wöchentlichen Markt umfassten. Der Wochenmarkt entwickelte sich im Laufe der Zeit zum wichtigsten Viehmarkt des oberen Mühlviertels, da der Viehverkauf für die bäuerliche Bevölkerung, die rund 80 % der Gesamtbevölkerung im Umkreis ausmachte, eine der Haupteinnahmequellen darstellte. In der Blütezeit wurden jeden Montag rund 1300 Stück Vieh zum Kauf angeboten.
Die Bürger des Ortes lebten vom Handel und Handwerk, da die landwirtschaftlichen Nutzflächen mit durchschnittlich 2,3 Hektar Land auch für damalige Verhältnisse zu klein waren und nicht erweitert werden konnten. Auf Grund der Tradition als Rast- und Nächtigungsort waren bis ins 19. Jahrhundert überdurchschnittlich viele Wirte und Handwerker unter den Bürgern, auch eine bürgerliche Bierbrauerei wird bereits 1320 erwähnt.
Die Handelstätigkeit sicherte den Wohlstand der Bürger. Eine wichtige Einnahmequelle wurde im Spätmittelalter und in der frühen Neuzeit der Handel mit Salz aus Salzburg und Bayern, bis die Freistädter das Recht zur gewinnbringenden Ausfuhr des Salzes nach Böhmen als Monopol beanspruchten. Ab 1547 wurde Böhmen ausschließlich mit Salz aus dem Salzkammergut versorgt. Der Salzhandel über Rohrbach kam ab 1570 gänzlich zum Erliegen, als Freistadt beim Landeshauptmann eine Sperre aller Obermühlviertler Straßen für den Salzhandel erwirkte und nur noch der Weg über Freistadt für den Salztransport verwendet werden durfte.

### Neuzeit bis zum Ende des 19. Jahrhunderts

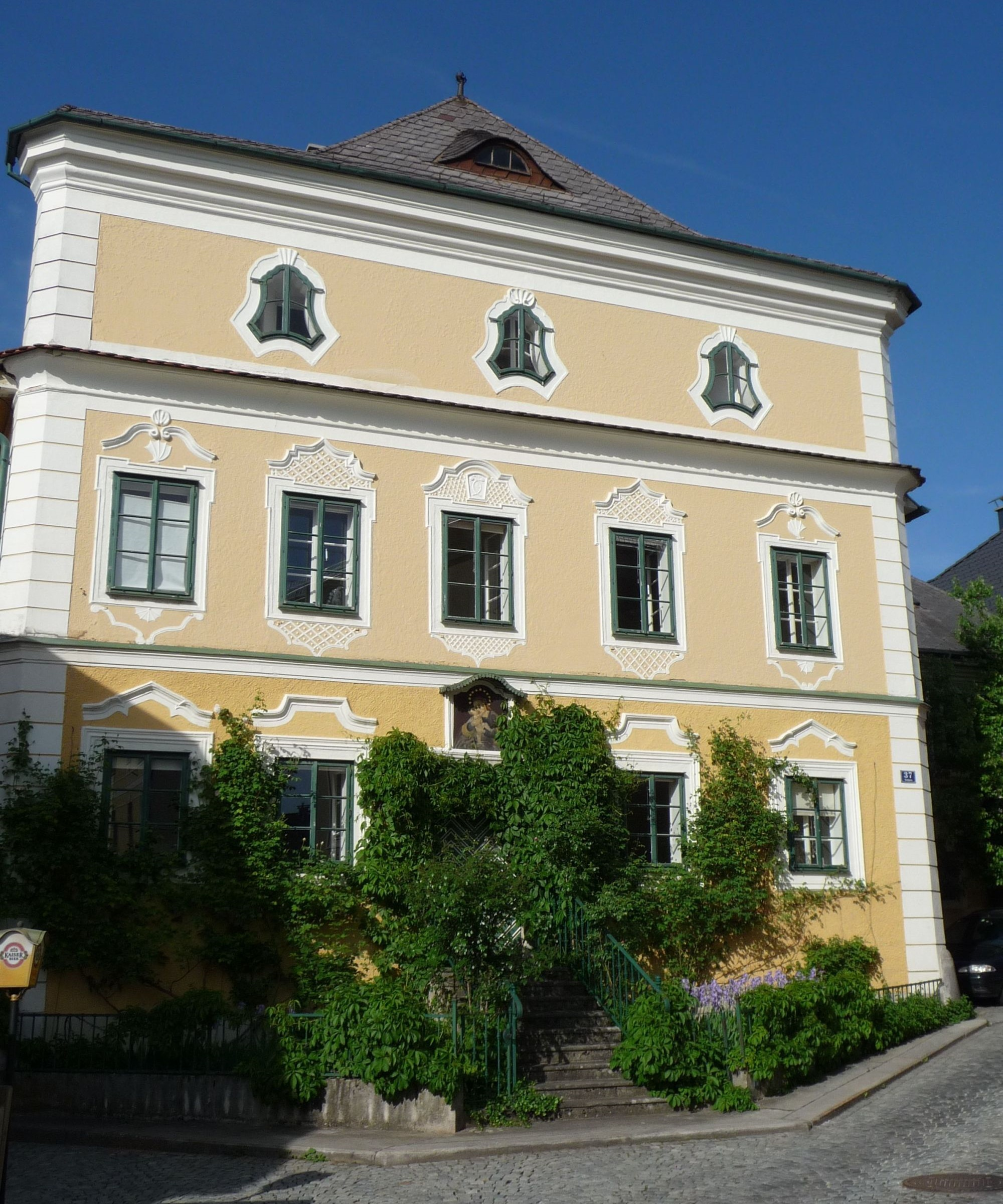
Das Pöschl-Haus, früher ein langgestrecktes Fabrikgebäude für rund 400 Beschäftigte.

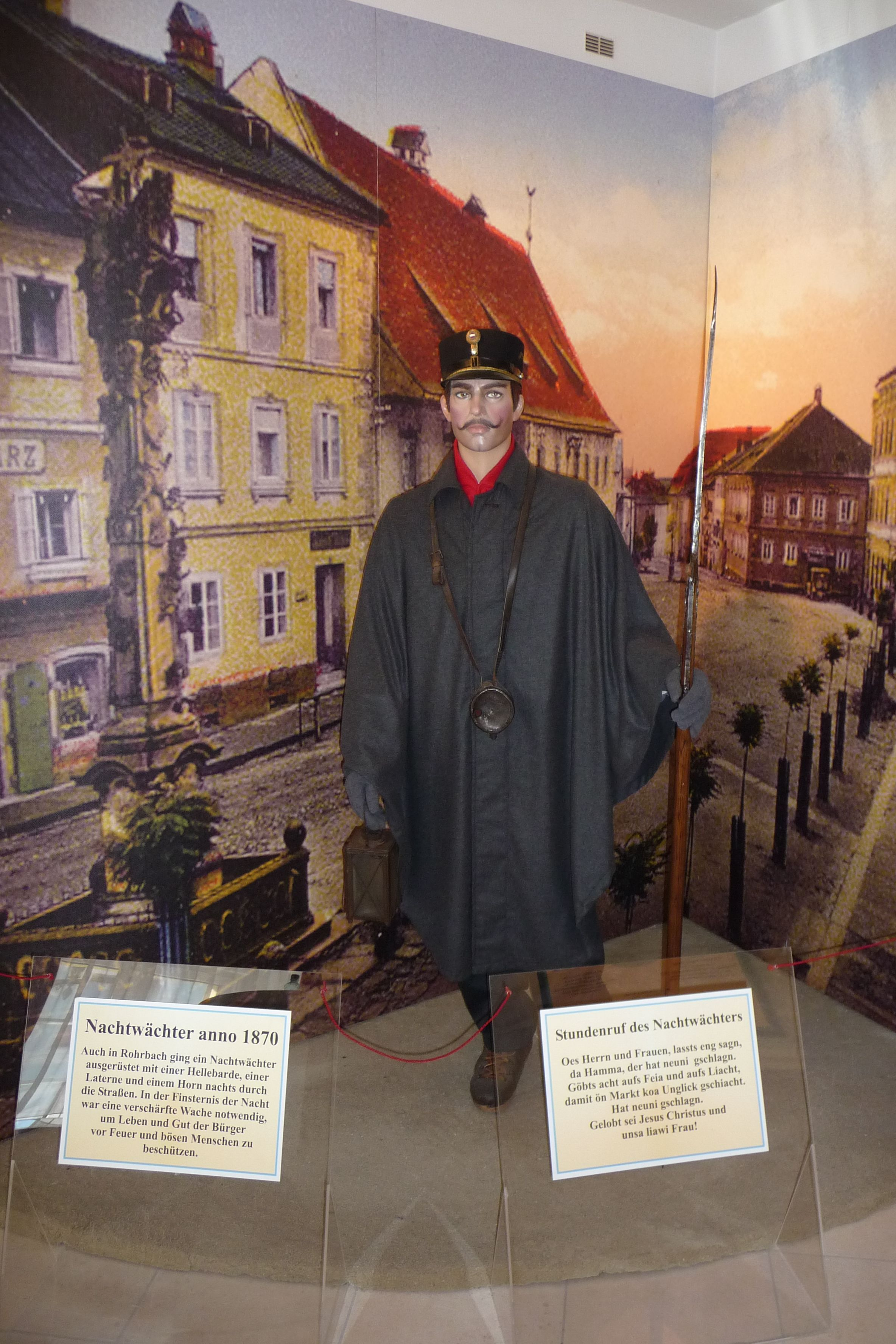
Nachtwächter um 1870 (Stadtgeschichteraum)

Neben dem Wochenmarkt war der Handel mit Ochsen aus Ungarn nach Bayern eine wichtige Einnahmequelle. Rohrbach lag an einer im 15. und 16. Jahrhundert stark frequentierten, überregionalen Handelsstraße und stellte die dafür erforderlichen Kapazitäten an Raststationen, Nächtigungs- und Einstellmöglichkeiten sowie Futterversorgung zur Verfügung. Nördlich und südlich der Donau wurden damals jedes Jahr bis zu 100.000 Stück Vieh nach Nürnberg und Frankfurt getrieben. Im Laufe des 17. Jahrhunderts versiegte diese Einnahmequelle.
Am 17. Mai 1626 brach südlich vom Rohrbach in der heutigen Gemeinde Lembach der Oberösterreichische Bauernkrieg aus. Die Bauern kamen über Sarleinsbach nach Rohrbach und rekrutierten zahlreiche Männer für das Bauernheer. Am 27. Mai und im September 1626 wurden Rohrbach und das benachbarte Schloss Berg vorübergehend von Bauern besetzt. Zu Winterbeginn war der Krieg vorüber. 1662 bis 1705 fanden in Rohrbach Passionsspiele statt.
Der Leinenhandel, dessen Blütezeit des um 1700 war, ersetzte den Ochsenhandel als Einkommensquelle. In den darauf folgenden Jahrzehnten verlor dieser Wirtschaftszweig aber wieder an Bedeutung. Während 1793 noch zehn Leinwandhändler Produkte ankauften, waren es 1807 nur mehr vier. Nach dem Niedergang der Leinenerzeugung um 1820 folgte der Aufstieg der Lederherstellung und der Lederwarenerzeugung. 1852 beschäftigte Josef Pöschl in seiner Lederwarenfabrik rund 400 Personen. Weiters wurde um die Mitte des 19. Jahrhunderts in der Gegend um Rohrbach Hopfen angebaut und damit gehandelt.
Im Markt Rohrbach bestanden im 17. Jahrhundert eine Bürgerlade und eine Spitallade für Archivzwecke im Rathaus, ein weiterer Archivraum im Kirchturm und eine Handregistratur beim jeweiligen Marktrichter. Durch mangelhafte Geschäftsführung gingen große Teile des Archivgutes verloren. Eine Neuordnung erfolgte 1904 bis 1910.
Die große Anzahl der Märkte ohne städtischen Mittelpunkt war charakteristisch für das Obere Mühlviertel. Jede größere Herrschaft wollte einen Markt haben und es gab sogar Märkte mit einer Befestigung, wie Haslach. Selbst im Jahr 1780 war Rohrbach nur der viertgrößte Markt, nach Haslach (140 Häuser), Neufelden (85) und Sarleinsbach (79). Ausschlaggebend für die Bevorzugung Rohrbachs bei der Ansiedelung von Verwaltungsstellen dürfte die zentrale Lage unter den erwähnten Märkten im Oberen Mühlviertel gewesen sein.
1749 wurde in Rohrbach eines der neuen Kreisämter eingerichtet und ab 1788 gab es an Stelle von Marktrichtern Bürgermeister, denen ein geprüfter Syndikus und Räte für die Rechtspflege im Ort und in den angrenzenden Märkten zur Seite gestellt wurden. Diese josephinische Gerichtsbarkeit löste sich jedoch bald wieder auf.
Während der Napoleonischen Kriege wurde Rohrbach mehrfach unter anderem von Soldaten aus Bayern besetzt. Am 9. Mai 1809 zogen geschätzte 6000 französische Soldaten nach Rohrbach und plünderten den Markt. Der von Franzosen durchschossene Wetterhahn am Dach des Rathauses, der sich früher an der Kirchturmspitze befand, zeugt davon. Damals wurde Rohrbach als Markt mit 60 Häusern und einem Brauhaus beschrieben.
Während des Wochenmarkts dominierte der Bierverkauf, der im 17. und 18. Jahrhundert eine wichtige Einnahmequelle des Marktes darstellte. Um 1850 wurden von 15 Wirten 2500 bis 3000 Hektoliter Bier ausgeschenkt. Das im Jahr 1636 erstmals erwähnte kommunale Brauhaus der Rohrbacher am Standort Rohrbach 3, heute Stadtplatz 16, wurde im 19. Jahrhundert verpachtet und später verkauft. Die Brauerei existierte bis 1966 und das Gebäude wurde 1997 abgerissen.
Ein um 1815 eingerichteter Sanitätsbezirk erhielt zunächst seinen Mittelpunkt in Neufelden. Bereits 1818 wurde der Bezirksarzt Franz Kühn in Rohrbach ansässig und war als einziger ausgebildete Mediziner für rund 60.000 Einwohner zuständig. Bereits 1863 wurde vom Gemeinderat die Errichtung eines Spitals diskutiert, jedoch erst 1982, mehr als hundert Jahre später realisiert.
1837 errichtete der Markt eine erste Kanalisation. Ab 1840 nahm eine Postverbindung mit Linz den Betrieb auf und ein Postamt wurde eingerichtet. 1867 erfolgte die Eröffnung eines Telegraphenamtes.
1849 wurde Rohrbach Standort von Bezirksgericht, Bezirkshauptmannschaft und k.k. Steueramt (Finanzamt). Der Ort konnte sich damit in dieser Beziehung gegen den wichtigen Konkurrenten Haslach durchsetzen.
Anfang der 1870er Jahre entstand die örtlichen Sparkasse, aus der sich die Sparkasse Mühlviertel-West entwickelte. Am 17. Oktober 1888 erfolgte mit der Eröffnung des Bahnhofs der Mühlkreisbahn in der Nachbargemeinde Berg der Anschluss an das österreichische Schienennetz. Der geplante Ausbau der Bahn nach Böhmen und Bayern kam nicht mehr zustande. Ab 1889 erschien mit den Mühlviertler Nachrichten eine in Rohrbach produzierte Zeitung.

### 20. und 21. Jahrhundert

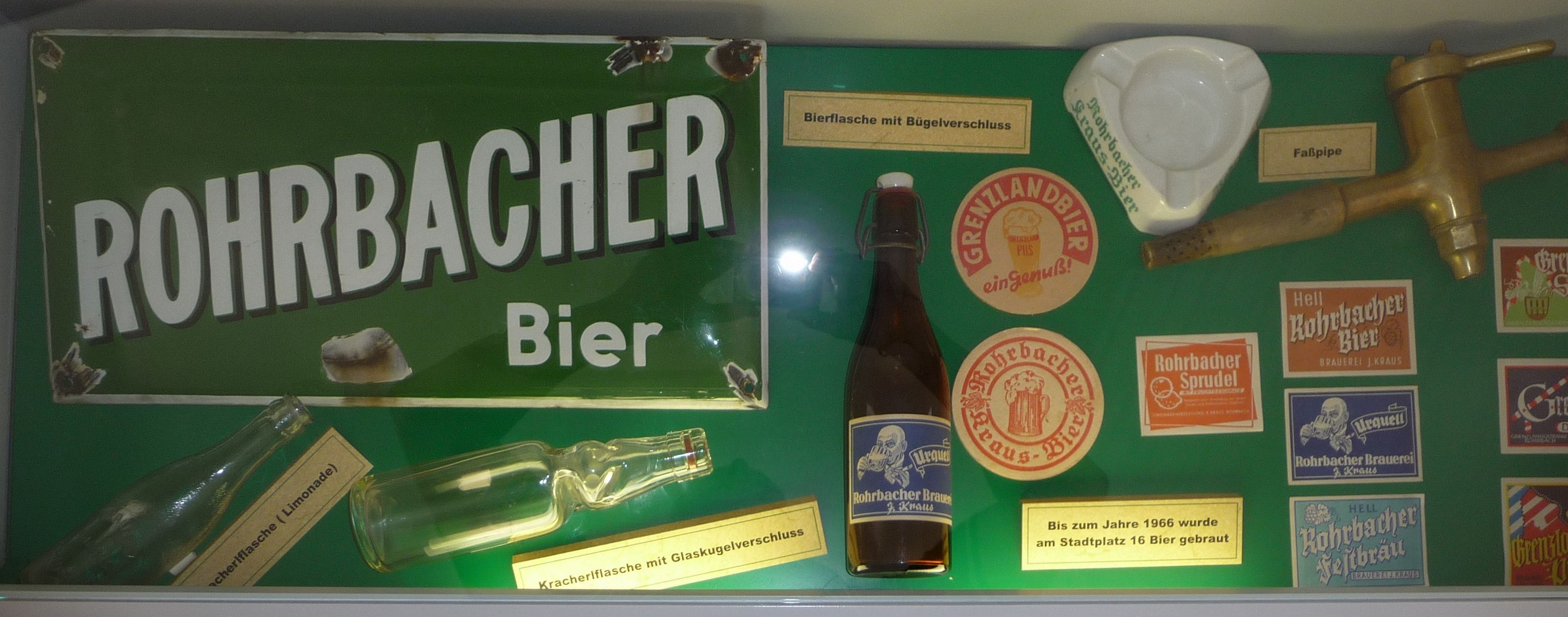
Rohrbacher Bier (bis 1966)

1906 entstand das erste Kino und ab 1914 gab es elektrisches Licht, wobei der Strom vom eigenen Kraftwerk am Standort Teufelmühle an der Großen Mühl auf dem Gemeindegebiet von Auberg erzeugt wurde.
Im Ersten Weltkrieg zählte die Stadt 137 Gefallene und Vermisste. 1920 wurde wie in vielen anderen Gemeinden in Oberösterreich ein Notgeld eingeführt. 1922 bekam Rohrbach mit der Bürgerschule die erste Hauptschule des Bezirks und 1926 brach der letzte Großbrand im Ortsgebiet aus. Die nachfolgende Renovierung der Häuser prägt das heutige Erscheinungsbild Rohrbachs. Der Wochenmarkt wurde im Ersten Weltkrieg eingestellt, Neugründungen 1921 und 1936 scheiterten.
Nach dem Anschluss Österreichs an das Deutsche Reich am 13. März 1938 gehörte der Ort zum Gau Oberdonau. 1941 bemühte sich der Markt um die Erhebung zur Kreisstadt. Am 30. April 1945 erreichten Soldaten der 3. US-Armee Rohrbach. Bei den Kämpfen wurden rund zehn Häuser durch Granaten beschädigt. Ab August 1945 gehörte das ganze Mühlviertel gemäß dem Zonenabkommen vom 9. Juli 1945 zehn Jahre lang zur sowjetischen Besatzungszone. Rohrbach war Sitz der Kommandantur des Bezirks.
Ab Mitte der 1960er Jahre wurde Rohrbach zum Schulort. Zwischen 1963 und 1987 wurden sukzessive mittlere und höhere Schulen, eine kaufmännische Berufsschule, eine Landesmusikschule und eine Krankenpflegerschule eröffnet.
1964 wurde neben dem 1914 in Betrieb genommenen Standort Teufelmühle ein weiteres Kraftwerk am Standort Iglmühle an der Großen Mühl auf dem Gemeindegebiet von Arnreit errichtet und 1977 wurden die beiden Kraftwerke samt Stromnetz an die heutige Energie AG verkauft.
Am 24. März 1986 wurde die Marktgemeinde von der oberösterreichischen Landesregierung zur einzigen Stadt des Bezirks erhoben, die Feier zur Stadterhebung war am 5. Juli 1987.
1989 wurde bei Bauarbeiten am Schlosserhügel zufällig ein mittelalterlicher Erdstall entdeckt. Er liegt rund 300 Meter westlich des Ortszentrums und die Funde mittelalterlicher Gebrauchskeramik sind heute im OÖ Landesmuseum verwahrt.
Nach den im Jahr 2002 vollzogenen Schließungen verblieb in Rohrbach das einzige Bezirksgericht des Bezirkes. 2004 eröffnete das Museum Villa Sinnenreich in der Pöschl-Villa, 2003 das neue Freibad AquaRo und 2004 das Kultur- und Veranstaltungszentrum Centro. Zwischen 2004 und 2008 wurde das Landeskrankenhaus sukzessive vergrößert und modernisiert.

## Bevölkerung

### Entwicklung und Struktur
Im Jahr 1746 wurden im Ortsteil Rohrbach 444 Einwohner gezählt. Zu Beginn des 19. Jahrhunderts dürften im heutigen Gemeindegebiet von Rohrbach weniger als 1000 Personen gelebt haben. 1846 wurde die Anzahl der Einwohner mit 1008 angegeben.
Im Jahr 1869 wohnten im Gemeindegebiet 1242 Menschen. Bis 1939 veränderte sich die Einwohnerzahl kaum, erst seit 1951 verzeichnet Rohrbach ein stetiges Bevölkerungswachstum. Bei der Volkszählung 2001 hatte Rohrbach 2353 Einwohner und am 31. Dezember 2008 verzeichnete die Gemeinde mit 2505 Personen den bisher höchsten Einwohnerstand.
Bezogen auf die Einwohneranzahl war Rohrbach bis zur Verschmelzung mit Berg die kleinste der acht Städte des Mühlviertels.
Bei der Volkszählung 2001 betrug der Anteil der Einwohner, die 60 Jahre und älter waren 17,6 % während 19,4 % unter 15 Jahre alt waren. Der Anteil der weiblichen Bevölkerung lag bei 52,9 %.
Von den 1894 Bewohnern Rohrbachs, die 2001 älter als 15 Jahre waren, hatten 6,8 % eine Universität, Fachhochschule oder Akademie abgeschlossen und 17,2 % eine Matura absolviert. 43,4 % verfügen über einen Lehrabschluss oder den Abschluss einer berufsbildenden mittleren Schule. 32,6 % der relevanten Bevölkerungsgruppe haben die Pflichtschule als höchsten Abschluss.

### Herkunft und Sprache
Der deutsche Dialekt, der im Raum Rohrbach sowie im westlichen Oberösterreich allgemein gesprochen wird, ist das Westmittelbairische. 95,2 % der Rohrbacher gaben 2001 Deutsch als Umgangssprache an. 1,1 % sprachen türkisch, 0,8 % bosnisch, der Rest andere Sprachen.
Der Anteil der Rohrbacher mit ausländischer Staatsbürgerschaft lag 2001 mit 4,0 % unter dem Durchschnitt Oberösterreichs. Dabei hatten 1,1 % der Rohrbacher Bevölkerung eine Staatsbürgerschaft aus Bosnien und Herzegowina, 0,9 % eine aus der Türkei und 2,0 % aus anderen Ländern der Welt. Insgesamt waren 2001 etwa 6,9 % der Rohrbacher im Ausland geboren.

### Religion
Bei der Volkszählung 2001 haben 2141 Personen (91,1 %) römisch-katholisch als Religionsbekenntnis angegeben, 78 (3,3 %) islamisch, 30 (1,3 %) evangelisch, 7 (0,3 %) orthodox und 95 (1,4 %) sonstige Glaubensrichtungen. 71 (3,0 %) Rohrbacher haben sich zu keiner Religion bekannt.
Die römisch-katholische Pfarre Rohrbach gehört zum Dekanat Altenfelden, umfasst auch Gebietsteile in den benachbarten politischen Gemeinden und zählt 5174 Gläubige.
Neben der katholischen Stadtpfarrkirche und dem Pfarrheim bestehen keine weiteren religiösen Versammlungsräume auf Gemeindegebiet. Die Mitglieder der evangelischen Kirche gehören zur evangelischen Pfarrgemeinde Linz-Urfahr.

## Politik

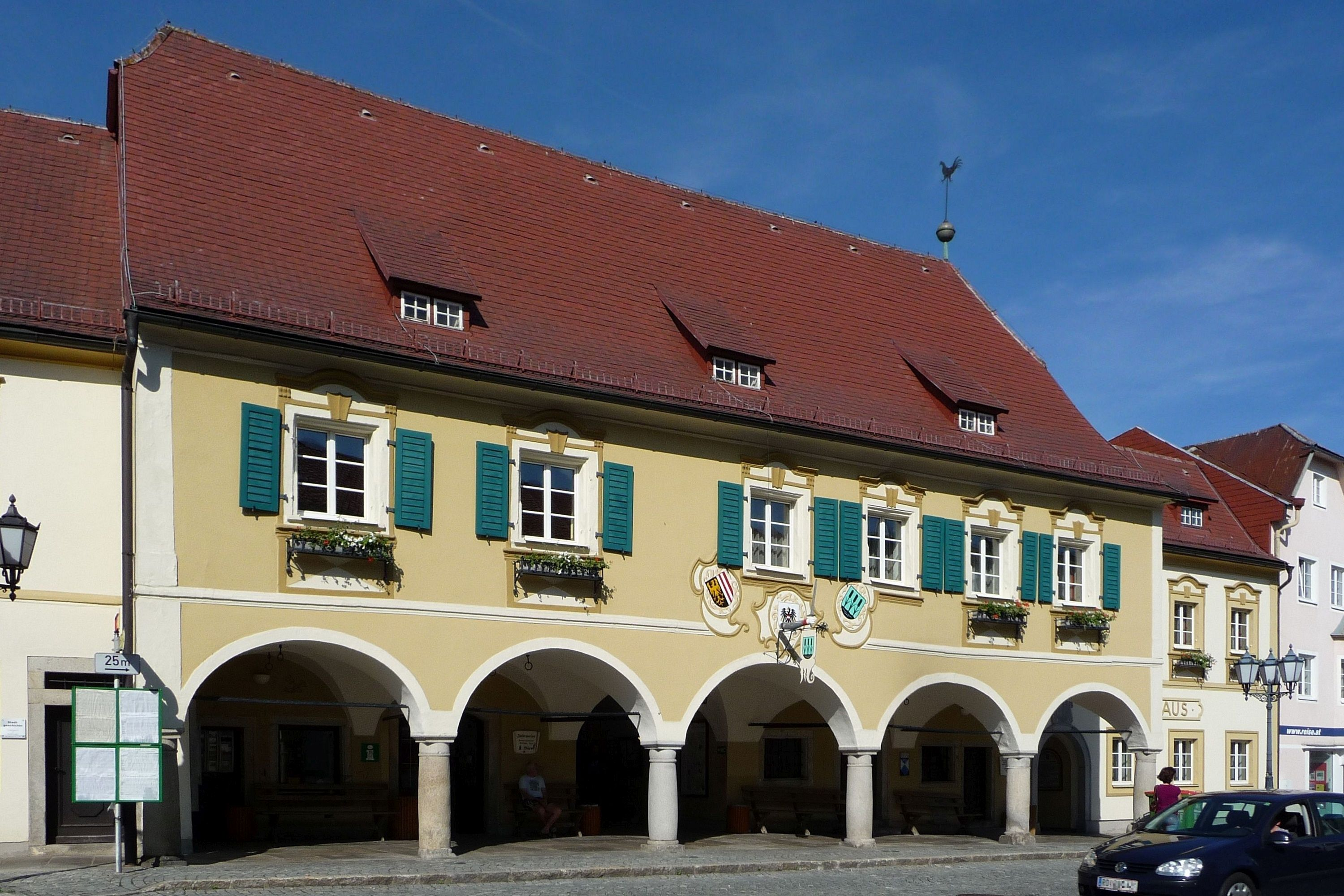
Rathaus

### Bürgermeister, Gemeinde- und Stadtrat
Die Gemeinderats- und Bürgermeisterwahlen finden alle sechs Jahre zusammen mit der Landtagswahl statt. Seit 1945 verfügt die ÖVP durchgehend über die absolute Mehrheit der Stimmen und Mandate, während die SPÖ jeweils den zweiten Platz einnahm. Die FPÖ kandidiert seit 1973, und zwischen 1991 und 2003 war die Bürgerliste Lebendiges-Rohrbach-Berg (LRB) im Gemeinderat vertreten, die bei den beiden Wahlen 1991 und 1997 jeweils über elf Prozent erreichte. Die Bürgerliste LRB ging 1999 in den Grünen auf, und bei der Wahl 2003 erreichten die Grünen auf Anhieb den dritten Platz, den sie auch 2009 verteidigen konnten, während die FPÖ nicht zur Gemeinderatswahl antrat.
Die Gemeinderatswahl 2009 ergab bei einer Wahlbeteiligung von 79,7 % folgendes Ergebnis:
- ÖVP: 16
- SPÖ: 6
- GRÜNE: 3

| Partei   | Ergebnisse 2009 | Ergebnisse 2009 | Ergebnisse 2009 | Ergebnisse 2003 | Ergebnisse 2003 | Ergebnisse 2003 | Differenzen | Differenzen | Differenzen |
| -------- | --------------- | --------------- | --------------- | --------------- | --------------- | --------------- | ----------- | ----------- | ----------- |
|          | Stimmen         | %               | Mand.           | Stimmen         | %               | Mand.           | Stimmen     | %p          | Mand.       |
| Gesamt   | 1.570           | 79,74 %         |                 | 1.438           | 80,34 %         |                 | + 132       | − 0,60 %p   |             |
| Ungültig | 67              | 4,27 %          |                 | 63              | 4,38 %          |                 | + 4         | − 0,11 %p   |             |
| Gültig   | 1.503           | 95,73 %         |                 | 1.375           | 95,62 %         |                 | + 128       | + 0,11 %p   |             |
| ÖVP      | 909             | 60,48 %         | 16              | 807             | 58,69 %         | 15              | + 102       | + 1,79 %p   | + 1         |
| SPÖ      | 389             | 25,88 %         | 6               | 324             | 23,56 %         | 6               | + 65        | + 2,32 %p   | ± 0         |
| GRÜNE    | 205             | 13,64 %         | 3               | 186             | 13,53 %         | 3               | + 19        | + 0,11 %p   | ± 0         |
| FPÖ      | n.k.            | n.k.            | n.k.            | 58              | 4,22 %          | 1               | - 58        | - 4,22 %p   | - 1         |

Der Rohrbacher Gemeinderat bestand aus 25 Mitgliedern. Der aus den Reihen der Gemeinderäte gewählte Gemeindevorstand, der Stadtrat, setzt sich einschließlich des Bürgermeisters und des Vizebürgermeisters aus 6 Personen zusammen. Bürgermeister war seit Oktober 2014 und bis zur Gemeindefusion mit Berg bei Rohrbach zu Rohrbach-Berg Andreas Lindorfer (ÖVP), Vizebürgermeister war Hans Jörg Oberngruber (ÖVP).
Die ehemaligen Mitglieder des Stadtrates Rohrbach waren:
- Andreas Lindorfer (ÖVP)
- Hans Jörg Oberngruber (ÖVP)
- Andreas Hannerer (SPÖ)
- Ing. Gerhard Kraml (ÖVP)
- Christine Wolf (ÖVP)
- Reinhard Hacker (GRÜNE)
- Renate Günthör (SPÖ)

Die nächsten Gemeinderats- und Bürgermeisterwahlen fanden im Herbst 2015 bereits für die neue Gemeinde Rohrbach-Berg statt.

### Wappen
Das Marktwappen wurde am 12. März 1512 von Kaiser Maximilian I. verliehen. Die Original-Urkunde ist verloren gegangen, die älteste Bestätigung des Wappens stammt aus dem Jahr 1573 und ist von Kaiser Maximilian II. unterzeichnet. Der erste Nachweis des Wappens ist ein Siegel auf einem Aktenstück aus dem Jahr 1571 mit der Umschrift * SIGILVM * RORBACH.
Bei der Stadterhebung 1986 blieb das Wappen unverändert. Die Gemeindefarben sind Schwarz-Grün und das Motiv versinnbildlicht den Ortsnamen.
Blasonierung:
„In Grün auf schwarzem, blau gewelltem Schildfuß drei schwarze Rohrkolben mit je zwei schwarzen Blättern.“

### Städtepartnerschaft
Rohrbach unterhält eine Städtepartnerschaft mit der nicaraguanischen Stadt Bonanza. Rohrbach finanziert drei Lehrkräfte zur Förderung des dortigen Schulwesens und unterstützt die Organisation HORIZONT3000.

## Kultur und Sehenswürdigkeiten

### Bauwerke

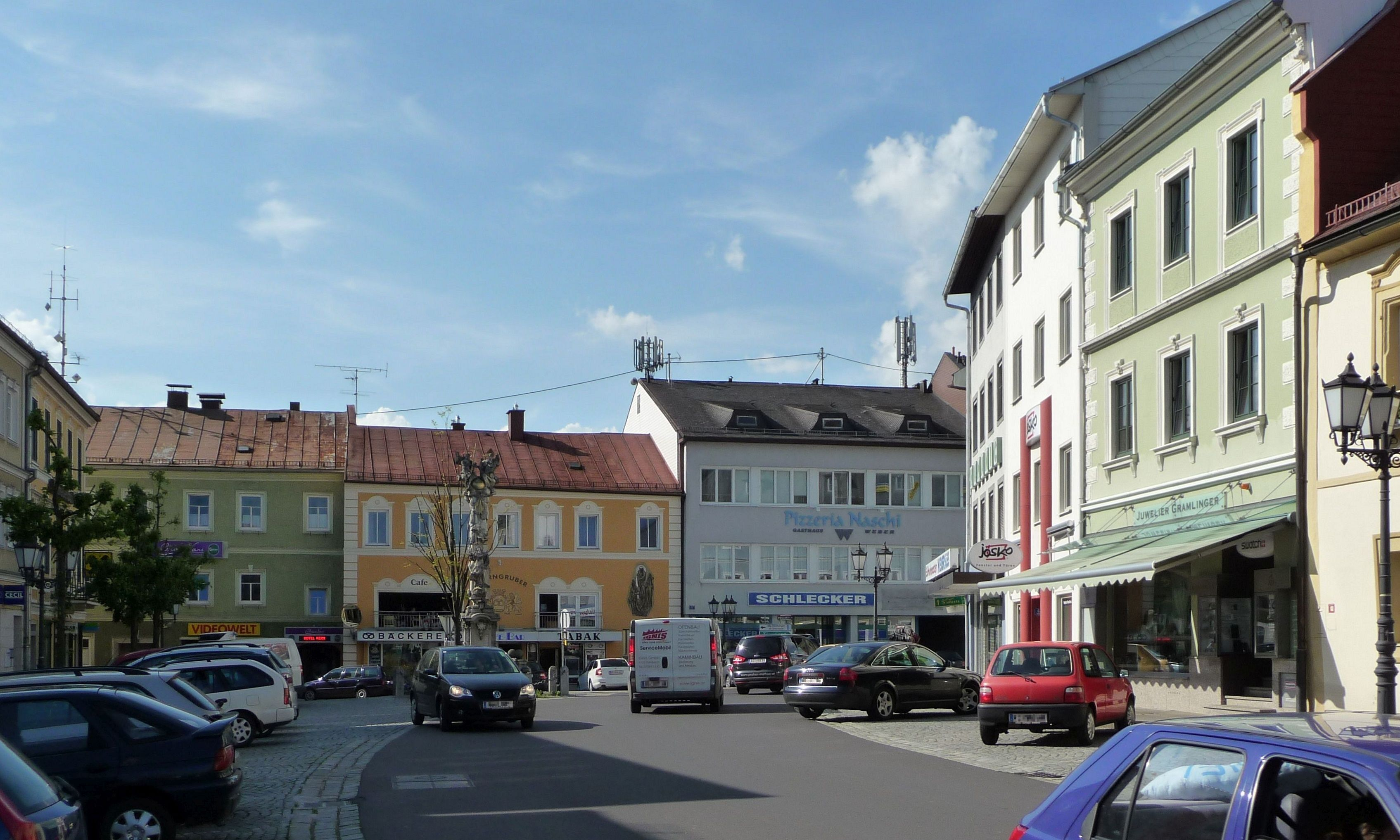
Stadtplatz mit Pestsäule

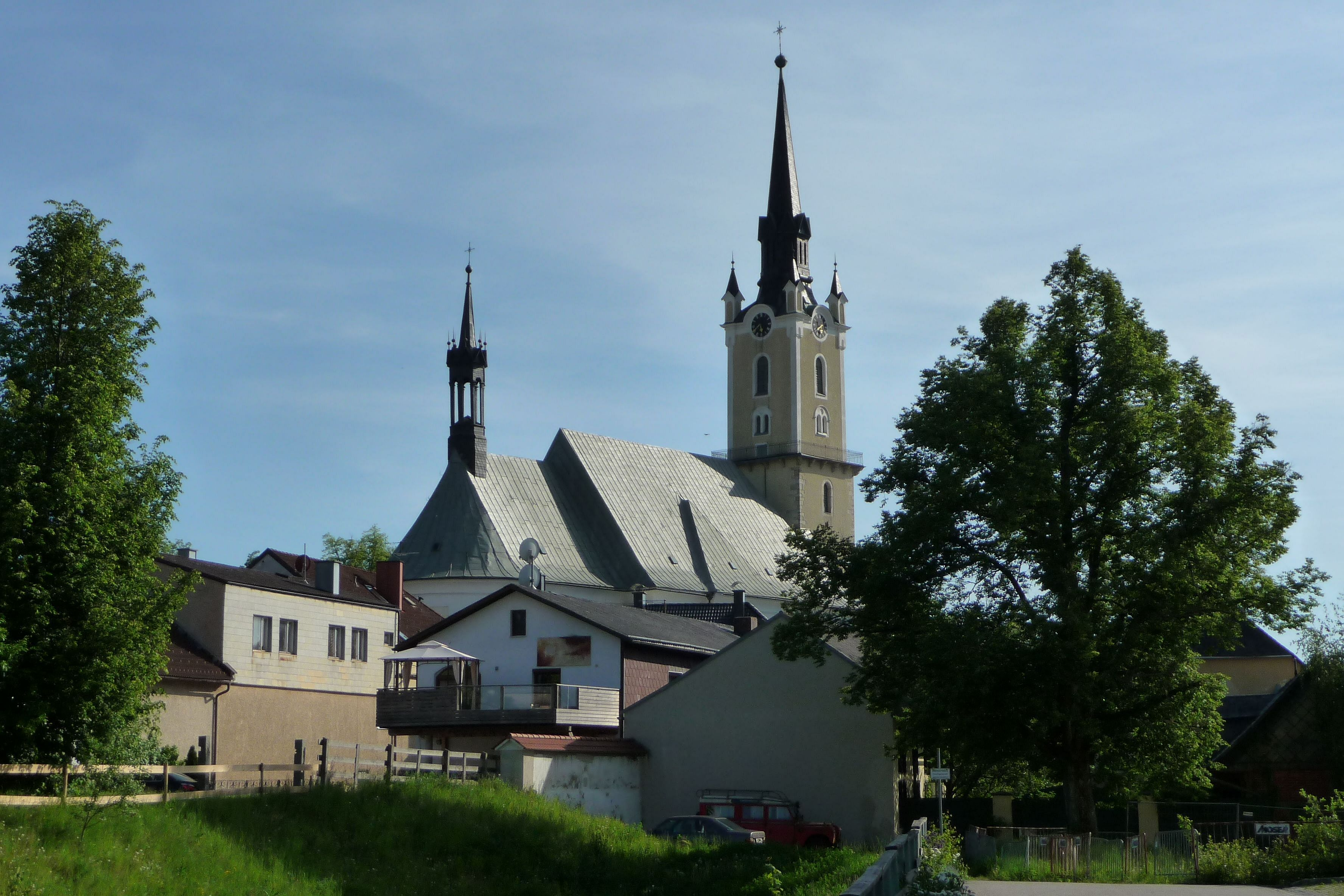
Stadtpfarrkirche

- Rohrbach verfügt über ein planmäßig angelegtes Ortszentrum mit einem längsrechteckigen Straßenplatz, der aus einem ursprünglich größeren quadratischen Platz mit einer Kirche in der Mitte entstanden ist. Schon im 13. Jahrhundert wurde der Kirchenplatz samt Friedhof abgetrennt und durch die Verbauung verschwand die Kirche samt Friedhof hinter einer Häuserzeile. Verdeutlicht wird dies durch die Straßenzüge, die auf den ehemaligen Platz führen. Bis heute dominiert nur der 75 Meter hohe Kirchturm das Stadtbild.
- Die Stadtpfarrkirche Rohrbach steht leicht erhöht nordöstlich des Stadtplatzes. Eine Pfarrkirche wurde 1303 urkundlich erwähnt, um 1450 entstand im Zuge des Wiederaufbaus nach den Hussitenkriegen ein spätgotischer Kirchenbau. Um 1700 wurde der heutige, barocke Neubau errichtet, wobei der spätgotische Kirchturm erhalten blieb. Der Bau ist eine vierjochige, barocke Wandpfeilerkirche. Die Kirche gilt als einer der wichtigsten Barockbauten nördlich der Donau und ist dem Apostel Jakobus geweiht. Die Annakapelle steht südlich des Chors. Dabei handelt es sich um die ebenfalls um 1700 erbaute, ehemalige Gruftkapelle der Grafen von Rödern von Schloss Berg. Die Kirche liegt an der Jakobsweg-Teilstrecke, die von Český Krumlov (Krumau) über Stift Schlägl nach Passau führt.[26]
- Das Rathaus von Rohrbach ist ein zweigeschoßiger Renaissancebau, der Ende des 16. Jahrhunderts entstand und im Erdgeschoß einen Renaissance-Laubengang aufweist, der früher als Markthalle der Metzger diente. Das Rathaus hat einen stichkappentonnengewölbten Durchgang von Stadtplatz zur Kirche.
- Die für das Mühlviertel untypische spätbarocke Dreifaltigkeitssäule auf dem Stadtplatz bildet dessen markanten Abschluss. Sie wurde 1743 im Auftrag von Anton Martschläger errichtet. Über einem hohen Sockel mit seitlichen Voluten steht die in Stein gemeißelte Darstellung der Dreifaltigkeit. Seitlich befindet sich die Figur Maria Immaculata, die von auf Wolken schwebenden Engeln umgeben ist.
- Die Pöschl-Villa wurde 1922/23 im Landhausstil erbaut. Das eingeschoßige Gebäude hat ein dominantes Walmdach und einen monumentalen Portalvorbau auf Säulen. Seit 2002 wird die Villa für kulturelle Veranstaltungen, als Seminarzentrum und als Museum (Sinnenwelt) genutzt. Im 11.000 Quadratmeter großen Park steht der ehemalige Marktbrunnen aus dem Jahr 1831 und ein mit der Jahreszahl 1697 bezeichneter Tabernakelpfeiler. Die zahlreichen alten Bäume des Parks machen diesen zu einem Naherholungsgebiet der Rohrbacher.

### Museen und Galerie

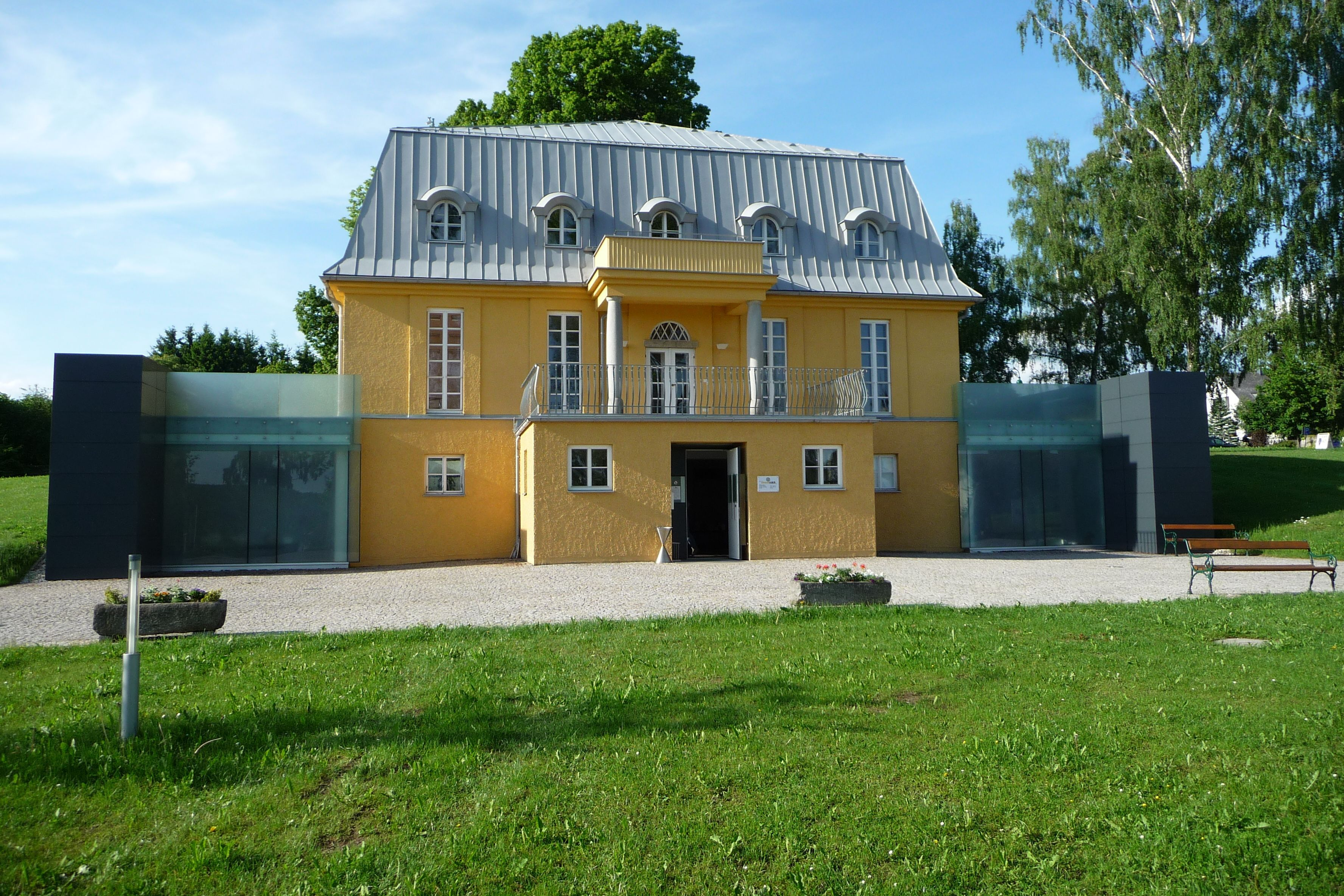
Villa Pöschl – heute Museum Villa Sinnenreich

- Im Buchdruck-Museum wird gezeigt wie vor 100 Jahren Druckwerke entstanden. Es werden die Tätigkeiten eines Schriftsetzers, Buchdruckers und Buchbinders gezeigt. Die Besucher können sich aktiv an der Erstellung eines Buches beteiligen.[27]
- Die Villa Sinnenreich ist ein Museum für alle Sinne, das 2002 von Professoren und Studenten der Kunsthochschule in Linz gestaltet worden war und in der Pöschl-Villa beheimatet ist. Auf einer Ausstellungsfläche von 400 Quadratmetern geht es um die Wahrnehmung aller fünf Sinne. Die Exponate laden zum Ausprobieren und Experimentieren ein.[27]
- Die Bezirksgalerie Rohrbach dient als Ausstellungsraum für Künstler aus dem Bezirk und bietet einen Überblick über deren bildnerisches Schaffen.

### Kulturzentrum und regelmäßige Veranstaltungen

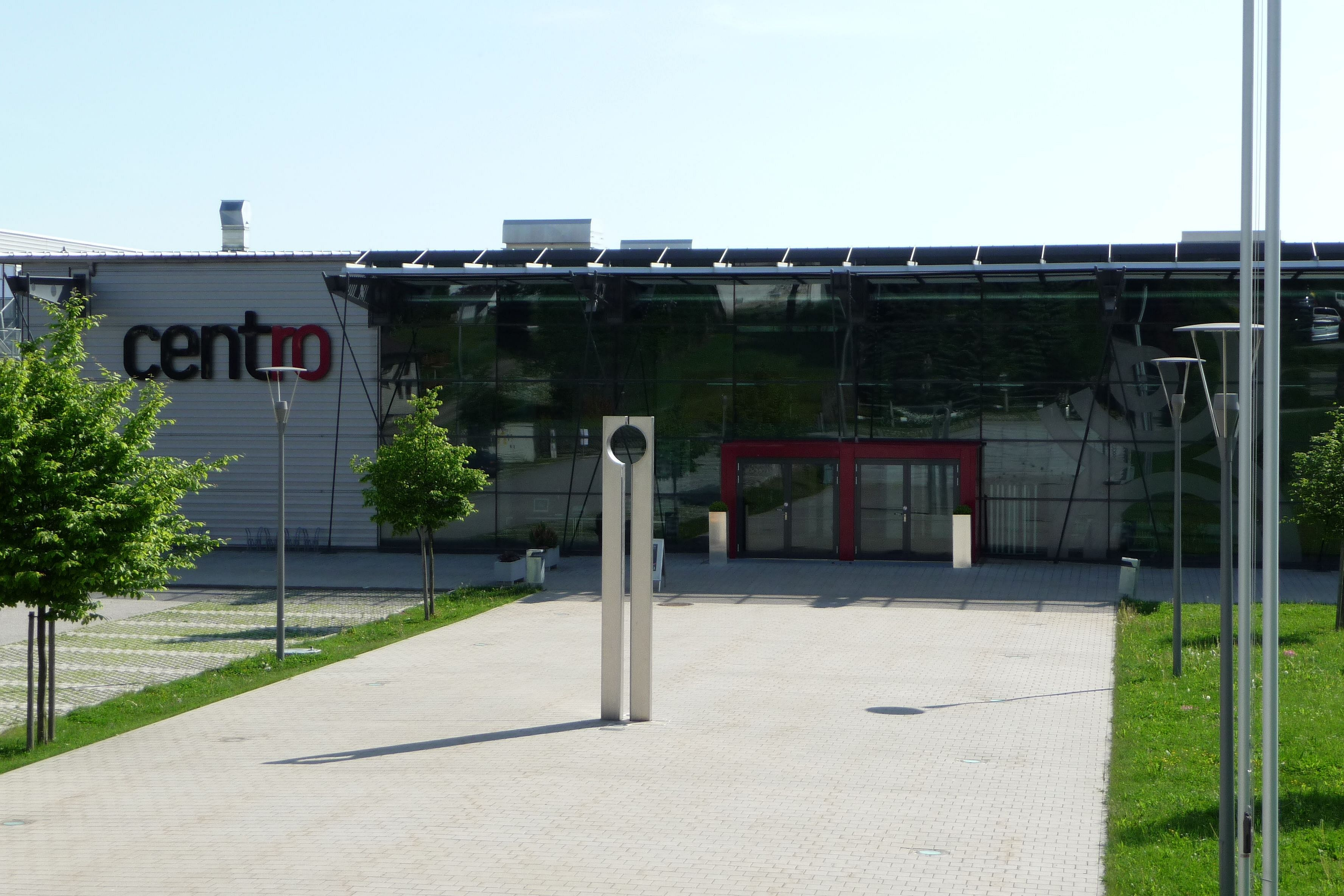
Kultur- und Veranstaltungszentrum Centro

Das 2004 eröffnete Kultur- und Veranstaltungszentrum Centro hat eine Nutzfläche von 556 Quadratmeter, bietet Platz für bis zu 800 Personen und kann vielseitig für Messen, Bälle, Hochzeiten und Versammlungen genutzt werden.
Zwischen Anfang April und Ende November findet wöchentlich ein Bauernmarkt statt. Die 1880 gegründete Stadtmusikkapelle veranstaltet ein jährliches Frühjahrskonzert mit Kirtag. Die 1949 erstmals veranstaltete Rohrbacher Messe wird in zweijährlichem Rhythmus abwechselnd mit dem Stadtfest abgehalten. Der jährliche Stadtlauf wird von der Sportunion durchgeführt.

### Sport und Freizeit

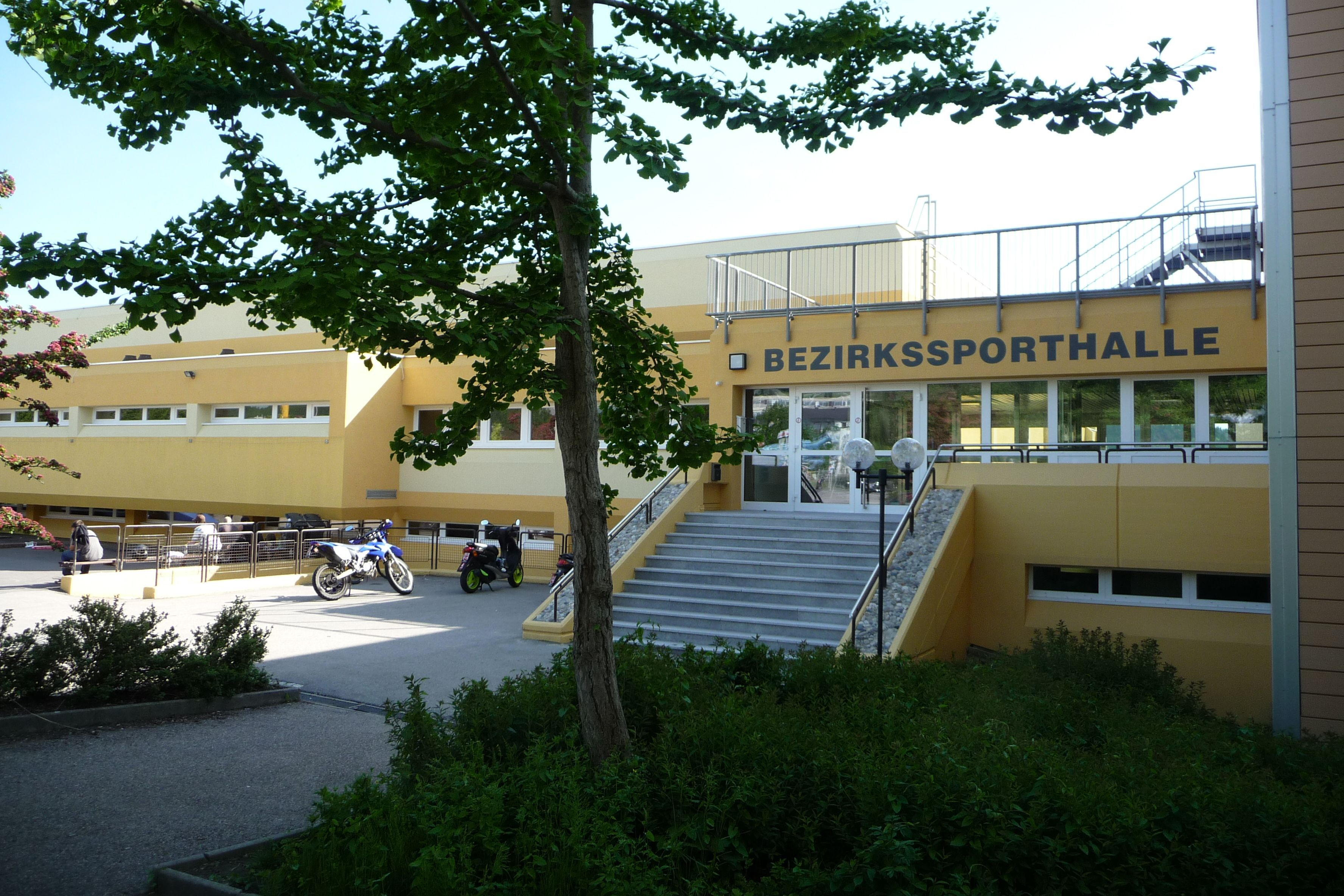
Bezirkssporthalle

Die Freibadanlage AquaRo besteht seit 2003 und ist das größte Erlebnis-Freibad des Bezirks. In dessen Nähe befinden sich mehrere Tennisplätze, eine Volleyball-, Boccia- und Inlineskateanlage sowie das 1987 errichtete Fußballstadion, das über verschiedene Einrichtungen für Leichtathleten verfügt. Das einzige Hallenbad des Bezirks befindet sich sechs Kilometer entfernt in der Gemeinde Haslach. Die 1979 errichtete Bezirkssporthalle verfügt über eine 45 × 27 Meter große Spielfläche und 600 Zuschauerplätze.
Die 1946 gegründete Sportunion Rohrbach/Berg ist mit rund 760 Mitgliedern der größte Sportverein der Stadt und hatte in den ersten Jahren den Schwerpunkt auf Turnen (Olympiateilnehmer J. Eisner) und Schwimmen, während heute der Fußball- und Faustballsport dominieren.
In der Saison 2008/09 spielt die Faustballmannschaft der Union Rohrbach/Berg in der höchsten österreichischen Liga.
Die Fußballmannschaft Sportunion Kirchberger Rohrbach/Berg spielt seit mehreren Jahren in der Oberösterreich Liga, der vierthöchsten Spielklasse in Österreich und ist damit in der Saison 2008/09 die erfolgreichste Fußballmannschaft des Mühlviertels.
In der Umgebung der Stadt befinden sich zahlreiche Wanderwege, wobei der bedeutendste die Jakobsweg-Teilstrecke von Český Krumlov über das Stift Schlägl nach Passau ist. Rohrbach wird von dem von Schlägl nach Obermühl an der Donau führenden Mühltalradweg durchquert.

## Wirtschaft und Infrastruktur

### Beschäftigung und Einkommen
Rohrbach ist das wirtschaftliche Zentrum des Bezirks. Die Anzahl der Arbeitsstätten stieg zwischen den beiden letzten Volkszählungen 1991 und 2001 um 37,7 % auf 449. Die Anzahl der Arbeitsplätze erhöhte sich im selben Zeitraum um 19,7 % auf 2760.
Rohrbach bot 2001 für 2302 außerhalb der Gemeinde wohnende Personen Arbeitsplätze, während 549 Rohrbacher auswärts arbeiteten. Der größere Teil der Einpendler kommt aus dem Bezirk Rohrbach, während der Großteil der Auspendler nach Linz pendelt. Für die Pendler bedeutet der in den letzten Jahren erfolgte Ausbau des Straßennetzes in Richtung Linz eine deutliche Verbesserung.
2001 waren 2,2 % der in Rohrbach beschäftigten erwerbstätigen Personen in der Land- und Forstwirtschaft tätig. In Industrie und Bauwesen waren 2001 24,2 % beschäftigt. Der Anteil ist gegenüber 1991 deutlich gestiegen, während der Anteil der im Dienstleistungsbereich tätigen Personen nur leicht gewachsen ist.
Das mittlere Bruttoeinkommen der in Rohrbach arbeitenden Erwerbstätigen belief sich im Jahr 2006 auf monatlich 1486 Euro und lag damit deutlich unter dem oberösterreichischen Durchschnitt von 1779 Euro. Im Bezirksvergleich belegte Rohrbach damit den 17. Rang (Vorletzter). Während die männlichen Angestellten 1876 Euro verdienten, kamen die Arbeiterinnen auf weniger als 1032 Euro. Einschließlich der Auspendler wird ein Einkommen von 1741 Euro erreicht, das in etwa dem oberösterreichischen Durchschnittseinkommen entspricht. Im Bezirksvergleich befanden sich die Männer dabei auf Platz 11, während die Frauen mit Platz 18 den letzten Platz einnahmen.

### Verkehr

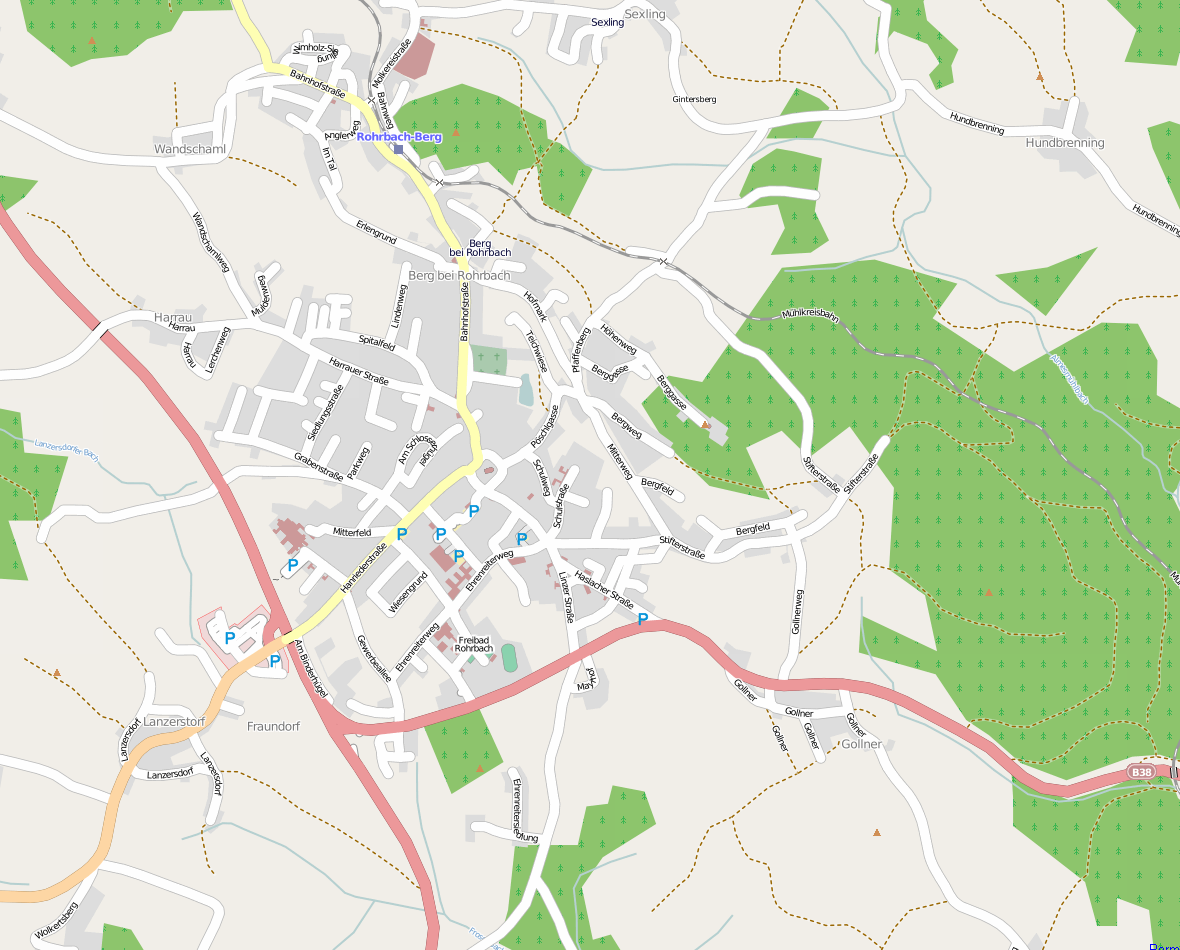
Straßenkarte von Rohrbach (OpenStreetMap)

In Rohrbach kreuzen sich mit der Rohrbacher Straße B 127 und der Böhmerwald Straße B 38 zwei Landesstraßen mit Vorrang. Überdies beginnt die Landesstraße L 588 im Gemeindegebiet und führt nach Sprinzenstein in der Gemeinde Sarleinsbach. Der nächstgelegene Anschluss an die Mühlkreis Autobahn A 7 befindet sich in 47 Kilometern Entfernung in Linz.
Seit Oktober 1888 besteht etwa einen Kilometer vom Ortszentrum Rohrbachs entfernt in der Nachbargemeinde Berg eine Bahnstation der Mühlkreisbahn. Die Fahrt zum Bahnhof Linz Urfahr in der Landeshauptstadt Linz dauert mit dem Zug ungefähr eine Stunde und 26 Minuten, mit dem Bus dauert dieselbe Strecke ungefähr eine Stunde.
Ausgehend vom Busbahnhof Rohrbach besteht ein Netz von Busverbindungen, die im Rahmen des Oberösterreichischen Verkehrsverbundes von der ÖBB-Postbus GmbH aufrechterhalten werden. Es existieren Verbindungen in die anderen Orte des Bezirks Rohrbach sowie des Bezirks Urfahr-Umgebung und nach Linz. Grenzüberschreitende Verbindungen bestehen ins bayerische Wegscheid.

### Ansässige Unternehmen
Rohrbach ist Standort zahlreicher Fachgeschäfte und Dienstleistungsbetriebe sowie des Landeskrankenhauses mit weiteren Einrichtungen des Gesundheitswesens. Die Stadt bietet Arbeitsplätze für zahlreiche Einpendler aus den benachbarten Gemeinden.
Größter Arbeitgeber der Stadt ist das Landeskrankenhaus mit 567 Beschäftigten.
Die im Baugewerbe tätige Weber Bau GmbH hat 130 Beschäftigte, wurde im Jahr 2000 gegründet und zählt zu den Top 500 Unternehmen in Oberösterreich.

### Land- und Forstwirtschaft
In Rohrbach bestanden 1999 35 land- und forstwirtschaftliche Betriebe, die eine Fläche von 558 Hektar bewirtschafteten. Davon waren 15 Haupterwerbsbetriebe mit 431 ha, 18 Nebenerwerbsbetriebe mit 112 ha und 2 Betriebe juristischer Personen mit 15 ha. Ein land- und forstwirtschaftlicher Betrieb in Rohrbach bewirtschaftet durchschnittlich 15,9 ha, wobei die Haupterwerbsbetriebe 28,7 ha und die Nebenerwerbsbetriebe 6,2 ha zu bearbeiten haben.
Wie überall auf Bezirks- und Bundeslandebene haben sich sowohl die Anzahl der Betriebe als auch die bewirtschafteten land- und forstwirtschaftlichen Flächen im Vergleich zum vorhergegangenen Erhebungszeitpunkt 1995 verringert. Die Anzahl der Haupterwerbsbetriebe und die von diesen bewirtschafteten Flächen sind zu Lasten der Nebenerwerbsbetriebe leicht gestiegen. In Rohrbach waren 1999 87 Personen in land- und forstwirtschaftlichen Betrieben beschäftigt, davon 78 familieneigene Arbeitskräfte, von denen 12 vollbeschäftigt waren. 43 waren mit weniger als 25 % ihrer Arbeitszeit in der Landwirtschaft tätig, die übrigen 32 zwischen 25 und 99 %.

### Medien
In Rohrbach wird keine lokale Tageszeitung herausgegeben. Über die lokalen Ereignisse berichten die in Oberösterreich erscheinenden Tageszeitungen, insbesondere die Oberösterreichischen Nachrichten und die Oberösterreich-Ausgabe der Kronenzeitung.
Als regionale Wochenzeitungen erscheinen die Tips Rohrbach und die BezirksRundSchau Rohrbach.
Die Mitteilungen des Stadtamtes erscheinen drei- bis viermal jährlich.

### Öffentliche Einrichtungen

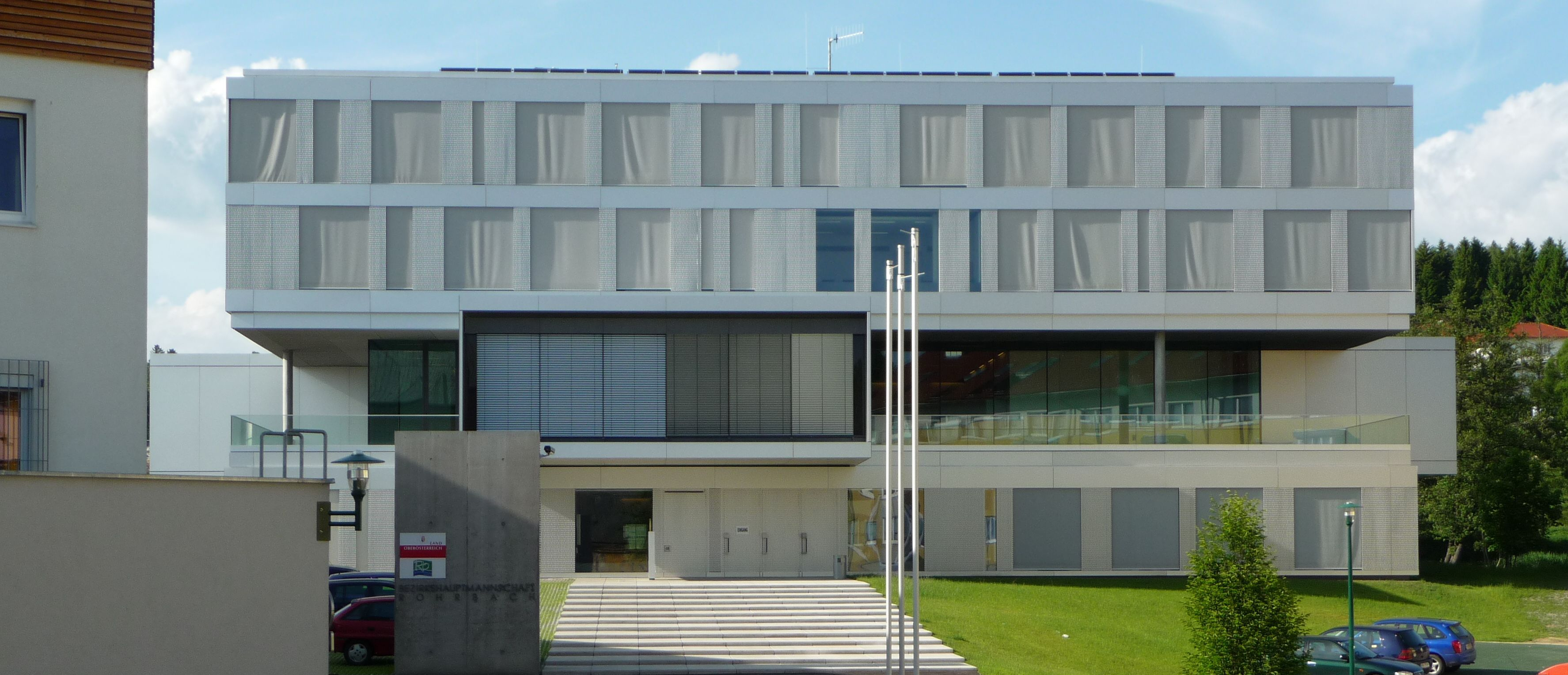
Bezirkshauptmannschaft

Rohrbach ist als Hauptort des gleichnamigen Bezirks Sitz der Bezirkshauptmannschaft, des Bezirksgerichts, des Finanzamts Freistadt-Rohrbach-Urfahr, der Oberösterreichischen Gebietskrankenkasse, des Arbeitsmarktservice, der Wirtschaftskammer, der Arbeiterkammer und der Landwirtschaftskammer. Die Bezirkssekretariate der politischen Parteien befinden sich ebenfalls in der Stadtgemeinde.
Eine regionale Straßenmeisterei ist für die ehemaligen Bundesstraßen sowie die Landes- und Bezirksstraßen zuständig. Mit dem Bezirkspolizeikommando, der Grenzpolizeiinspektion und der Polizeiinspektion ist die Stadt Standort von drei Polizeidienststellen.
Im Gemeindegebiet sorgt die 1873 gegründete Freiwillige Feuerwehr Rohrbach für Brandschutz und allgemeine Hilfe.
Die Wetterstation Rohrbach befindet sich neben der Hauptschule und wird von der ZAMG betrieben.

### Bildung

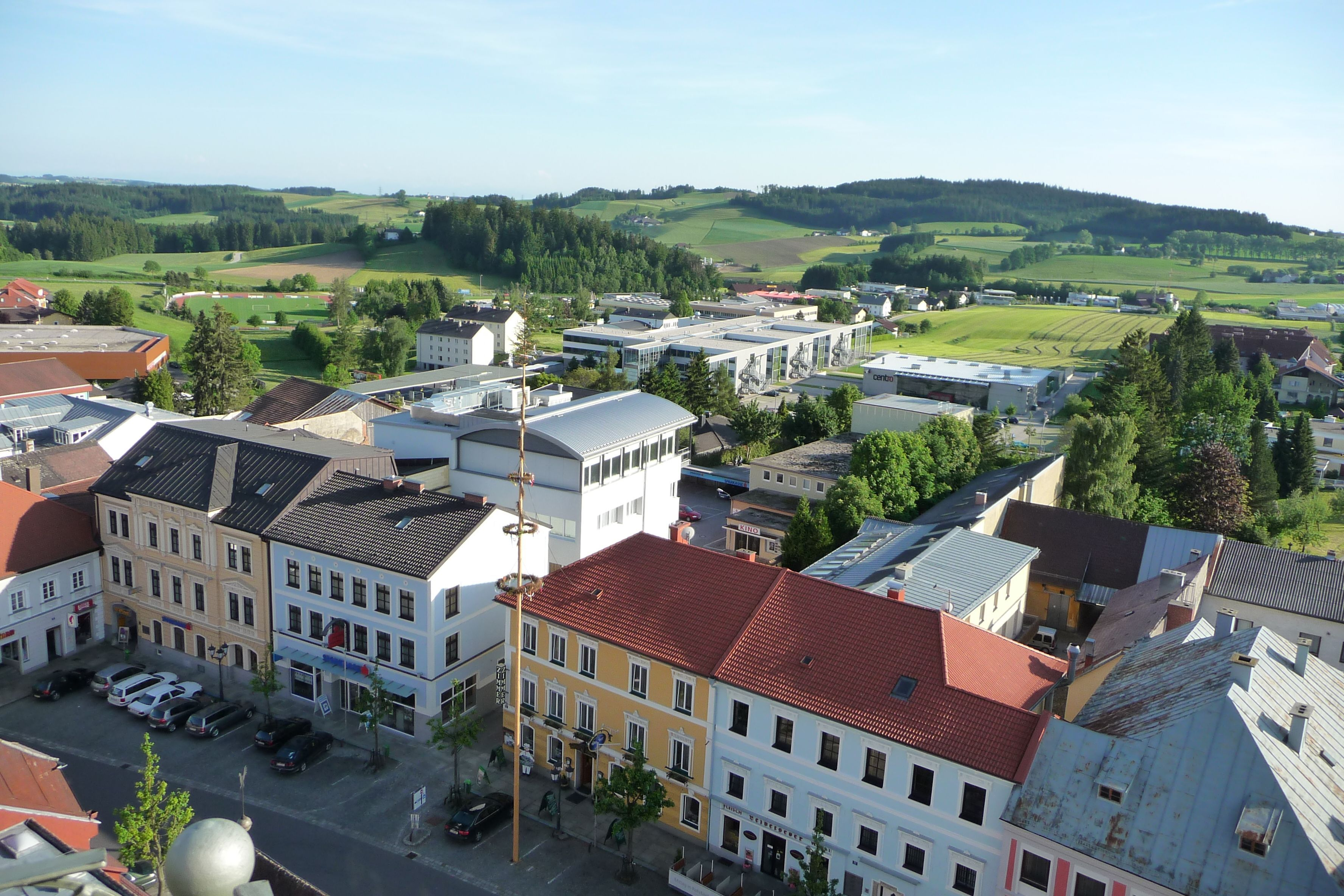
Schulzentrum (Bildmitte) vom Kirchturm gesehen

Die Stadt Rohrbach hat sich ab den 1960er Jahren zum Schul- und Ausbildungszentrum des Bezirks entwickelt. Rohrbach verfügt im Pflichtschulbereich über eine Volksschule, eine Hauptschule und eine Polytechnische Schule. Das Angebot an mittleren und höheren Schulen reicht von einem Bundesrealgymnasium und Bundesgymnasium über eine Bundes-Handelsakademie und -Handelsschule, eine Höhere Lehranstalt und Fachschule für wirtschaftliche Berufe bis hin zu einer Krankenpflegeschule.
Angebote für Erwachsenenbildung von Volkshochschule, WIFI und BFI sowie eine Landesmusikschule ergänzen das Bildungsangebot. Seit 2005 steht eine neu errichtete Stadtbücherei der Pfarre zur Verfügung.

### Gesundheit und Soziales

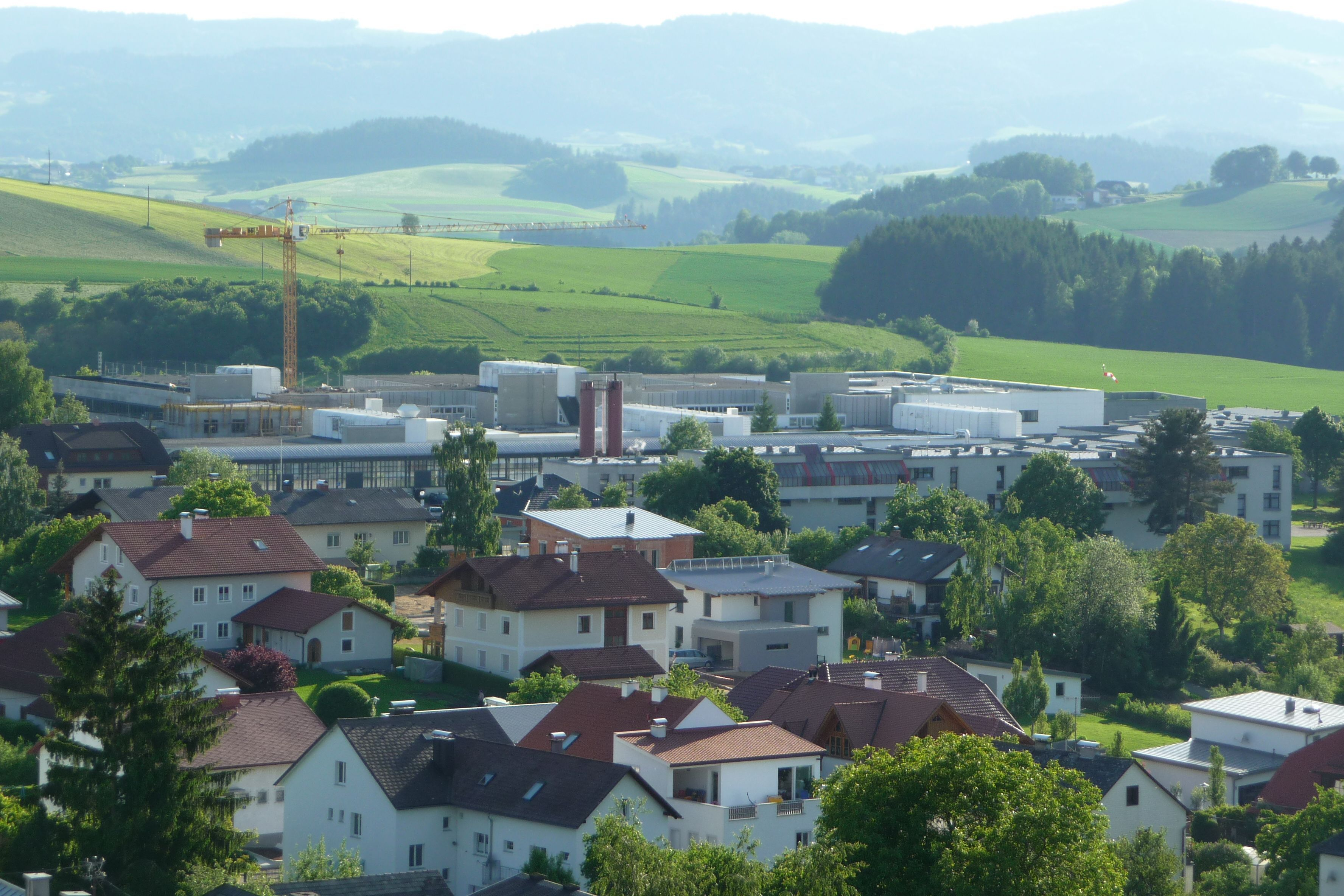
Das Krankenhaus vom Kirchturm gesehen

Die Bezirksstelle des Roten Kreuzes mit rund 100 Mitarbeitern betreut Rohrbach und die umliegenden Gemeinden.
Das 1982 eröffnete Landeskrankenhaus Rohrbach verfügt über 213 Betten sowie zwei Institute und befindet sich im Besitz der Oberösterreichischen Gesundheits- und Spitals-AG (GESPAG). Es umfasst die fünf Fachabteilungen Chirurgie, Frauenheilkunde und Geburtshilfe, Innere Medizin, Kinder- und Jugendheilkunde sowie Unfallchirurgie.
In Rohrbach stehen neben dem Krankenhaus zwei Ärzte für Allgemeinmedizin, fünfzehn Fachärzte, vier Zahnärzte, ein Tierarzt und eine Apotheke für die medizinische Versorgung zur Verfügung. Ein Großteil der Ärzte hat die Ordination im Ärztezentrum.
Die Caritas Oberösterreich betreibt in Rohrbach eine Sozialberatungsstelle.

## Persönlichkeiten

### Ehrenbürger der Stadt
- Josef Pöschl, am 7. Juni 1867[46]
- Friedrich Graf Montecuccoli, am 17. Jänner 1885
- Leopold Gruber, am 27. Juni 1886.
- Rudolf Pöschl, am 3. September 1902.
- Franz Enzinger, am 30. Mai 1930.
- Heinrich Lego, am 31. Juli 1948.
- Cajetan Lang, am 27. April 1951.
- Rudolf Reumüller, am 1. Mai 1954.
- Lelio Spannocchi, am 11. Februar 1956
- Wilhelm Pöschl, am 3. Dezember 1957.
- Heinrich Gleißner, am 5. Jänner 1963
- Josef Mohl, am 4. September 1969.
- Gerhard Possart, am 10. Oktober 1980
- Rupert Hartl, am 10. Oktober 1980
- Wilhelm Gruber, am 3. September 1982.
- Josef Ratzenböck, am 5. Juli 1987
- Josef Stöby, am 15. Juni 1993.
- Josef Oyrer, am 15. November 2002.

### Söhne und Töchter der Stadt
- Wolfgang Schaubmaier (1868–1942), Benediktiner
- Ignaz Nößlböck (1881–1945), Historiker
- Adolf Wagner von der Mühl (1884–1962), Bildhauer
- Rudolf Pöschl (1897–1979), Lederwaren-Industrieller und Kammerfunktionär
- Hermann Pfeiffer (1907–1991), römisch-katholischer Geistlicher, Präsident der Caritas Österreich
- August Kirschner (* 1943), Komponist
- Heinz Möseneder (* 1946), akademischer Bildhauer und Lehrer am Bundesgymnasium in Tanzenberg/Deutsch-Griffen, Kärnten
- Roman Sandgruber (* 1947), österreichischer Historiker und Leiter des Instituts für Sozial- und Wirtschaftsgeschichte der Johannes Kepler Universität Linz
- Georg Lindorfer (* 1962), Bühnenbildner im In- und Ausland
- Peter Scharinger (* 1986), Judoka
- Daniel Allerstorfer (* 1992), Judoka
- Stefanie Hofmann (* 1994), Politikerin
- Elisa Mörzinger (* 1997), Skirennläuferin

### Weitere Persönlichkeiten
Folgende Persönlichkeiten haben eine Verbindung zu Rohrbach in Oberösterreich:
- Erwin Buchinger (* 1955 in Mauthausen), Landesrat in der Salzburger Landesregierung (2004–2007), Sozialminister im Kabinett Gusenbauer I (2007–2008), verbrachte Kindheit und Jugend in Rohrbach
- Ulrike Schwarz (* 1958 in Linz), Abgeordnete der Grünen im Oberösterreichischen Landtag (seit 2003), gründete die Bürgerliste LRB, die von 1991 bis 2003 im Rohrbacher Gemeinderat vertreten war, hat die Pflichtschule in Rohrbach besucht
- Luca Michlmayr, LU!MIX (* 2002 in Rohrbach), Musiker, nahm am Eurovision Song Contest 2022 in Turin teil